# Guerra del Donbass
La guerra del Donbass è un conflitto armato iniziato nel 2014 tra le forze separatiste del Donbass, una regione dell'Ucraina orientale, e le forze governative ucraine. Le truppe separatiste sono state sostenute dalla Russia, che ha fornito loro armamenti, mezzi blindati, carri armati e artiglieria. Le truppe russe, spesso supportate da combattenti mercenari, sono ufficialmente coinvolte nel conflitto e la loro presenza sul territorio è a sostegno logistico e militare delle forze separatiste.
Il conflitto ha avuto inizio il 6 aprile 2014, quando dei manifestanti armati occuparono alcuni palazzi governativi nell'Ucraina orientale, ossia nelle regioni di Donec'k, Luhans'k e Charkiv. Queste manifestazioni facevano parte di alcuni più ampi moti di protesta che si svilupparono in seguito all'annessione alla Federazione Russa della Crimea.
I secessionisti, volendo emulare quanto accaduto in Crimea dopo l'intervento militare russo nella penisola, evento che fece seguito alla rivoluzione ucraina del 2014 avvenuta in Ucraina nel febbraio del 2014, chiesero l'indizione di un referendum per l'indipendenza che fu negata dal governo ucraino. Il referendum, che fu ugualmente svolto l'11 maggio 2014 nelle aree controllate dai secessionisti, non fu riconosciuto e non fu verificato da alcuna organizzazione internazionale.
L'Ucraina lanciò una controffensiva che riuscì a ridurre le zone controllate dalle forze separatiste a poche fasce di territorio isolate. Tra il 22 e il 25 agosto il personale militare russo con le insegne coperte, munito di artiglieria e materiale militare entrò nei territori ucraini del Donbass. L'Ucraina e i corpi diplomatici occidentali denunciarono gli aiuti russi alle milizie separatiste come una "invasione diretta dell'Ucraina da parte della Russia".
Dal 24 febbraio del 2022, a seguito dell'invasione dell'Ucraina da parte delle Forze armate russe, la guerra del Donbass è di fatto da intendersi inclusa nelle più ampie dinamiche dell'offensiva russa nel Donbass ancora in corso.

## Contesto storico

### Storia del Donbass

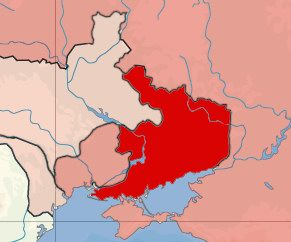
La Repubblica Sovietica del Doneck-Krivoj Rog nel 1918.

Durante la Rivoluzione russa i territori del Donbass e del bacino di Krivoj Rog si ribellarono al controllo dell'Impero russo nel febbraio 1918, costituendo la Repubblica Sovietica del Doneck-Krivoj Rog. Nonostante gli entusiasmi la repubblica non incontrò il favore del Comitato Centrale del Partito bolscevico, che preferiva annettere il territorio alla Repubblica Socialista Sovietica Ucraina.
Il 19 marzo 1918, dopo solamente un mese di esistenza, la Repubblica del Doneck-Krivoj Rog, venne ufficialmente riunita all'Ucraina.
Con un decreto del 5 febbraio 2015, la Repubblica Popolare di Doneck si autoproclamò il successore legale della Repubblica del Doneck-Krivoj Rog.

### L'Euromaidan
In seguito alla dissoluzione dell'Unione Sovietica, la neonata Ucraina fu governata da forze politiche che mantennero stretti legami con la Russia, tanto che la città ucraina di Sebastopoli continuava a ospitare la più grande base navale militare russa. Il governo Janukovic riconobbe alle popolazioni russofone del Donbass e della Crimea una serie di autonomie e la possibilità di usare e insegnare la lingua russa.
Col passare degli anni andò delineandosi una spaccatura tra l'Ucraina occidentale, sempre più insofferente verso i governi pro-Russia e più incline ad un avvicinamento nei confronti dell'Unione europea, e l'Ucraina orientale, più legata alla tradizionale simbiosi economico/ sociale tra i due paesi. La situazione si fece evidente nelle elezioni presidenziali del 2010, quando la maggioranza della popolazione della parte occidentale votò l'europeista Julia Tymoshenko, mentre quella delle regioni meridionali ed orientali del Paese sostenne Viktor Janukovic, che vinse le elezioni con un vantaggio di 3,6 punti percentuali sull'avversaria.

La situazione esplose nelle proteste dell'Euromaidan nel 2014, e l'instaurazione di un governo guidato da Petro Porošenko a seguito di nuove elezioni. Ne seguì un'ondata iconoclasta: similmente a quanto avvenne nei Paesi baltici in seguito al crollo dell'Unione Sovietica, i manifestanti anti-Russia abbatterono le statue risalenti all'epoca sovietica, le amministrazioni cambiarono il nome dei luoghi pubblici che evocavano il passato sovietico e li sostituirono con i nomi degli esponenti ucraini che avevano collaborato coi tedeschi durante la seconda guerra mondiale; in particolare furono abbattute le statue di Lenin che vennero sostituite con quelle dedicate a Stepan Bandera collaborazionista con la Germania nazista. Anche la data della festa nazionale venne modificata, non più il 9 maggio, che per i Russi è la Giornata della vittoria, ma il 24 agosto, la Giornata dell'indipendenza ucraina dall'URSS. Tutto ciò non ebbe invece luogo in Ucraina orientale dove, anzi, qualsiasi tentativo in tal senso venne fortemente osteggiato dalla popolazione. 

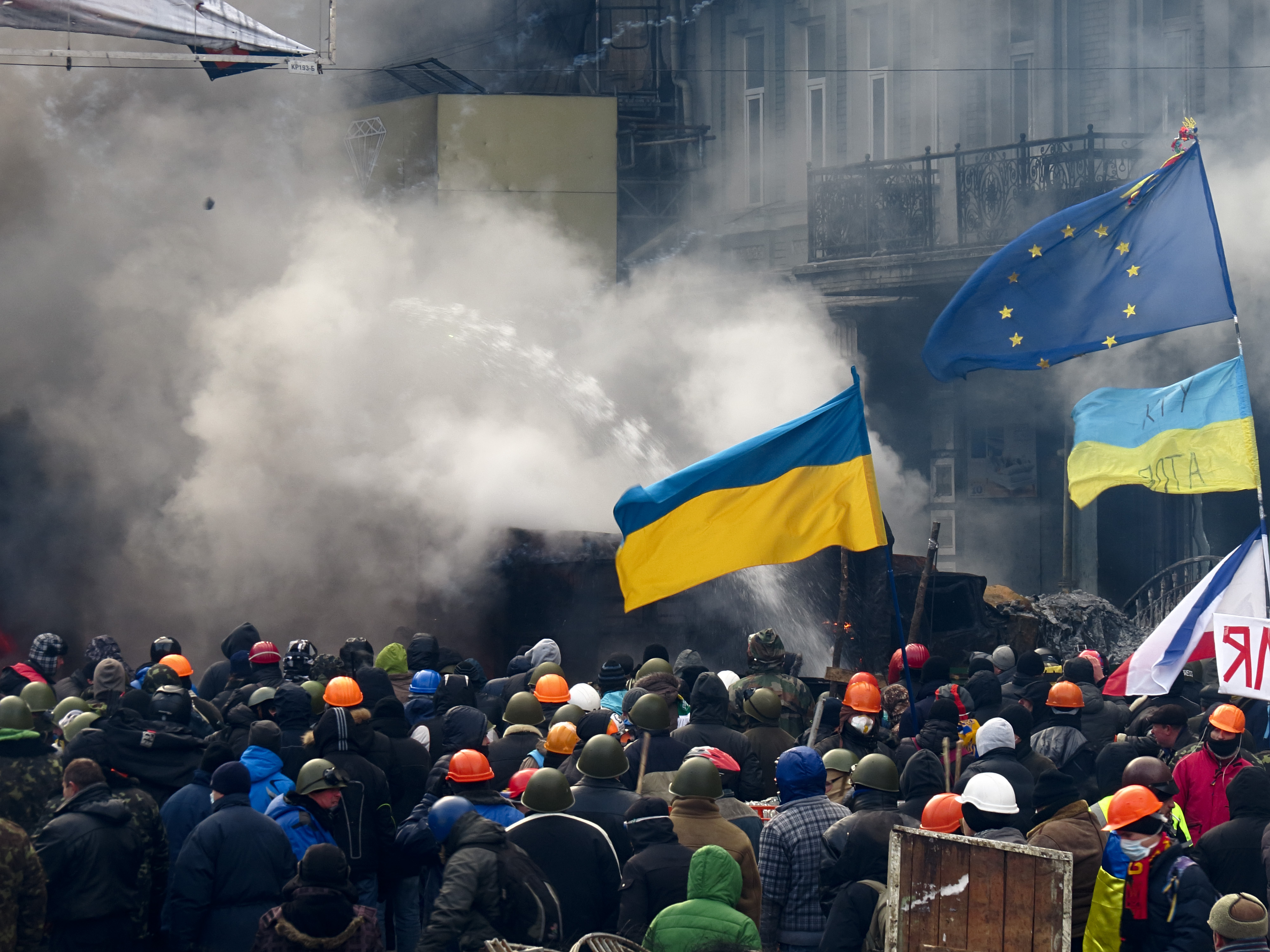
Scontri di piazza durante l'Euromaidan a gennaio del 2014.

La situazione fu percepita dalla comunità russa come sempre più difficile anche a seguito della revoca delle autonomie che erano state concesse dai governi precedenti. Dopo la rivolta dell'Euromaidan, le regioni orientali insorsero contro il nuovo corso politico di Kyiv, ufficialmente per il timore della repressione linguistica del russo anche se la legge emanata nel 2012 che permetteva alle amministrazioni regionali e municipali di scegliere il russo come lingua ufficiale rimase in vigore fino al 2016. 

## Svolgimento del conflitto

### La nascita delle Repubbliche popolari

#### Oblast' di Donec'k

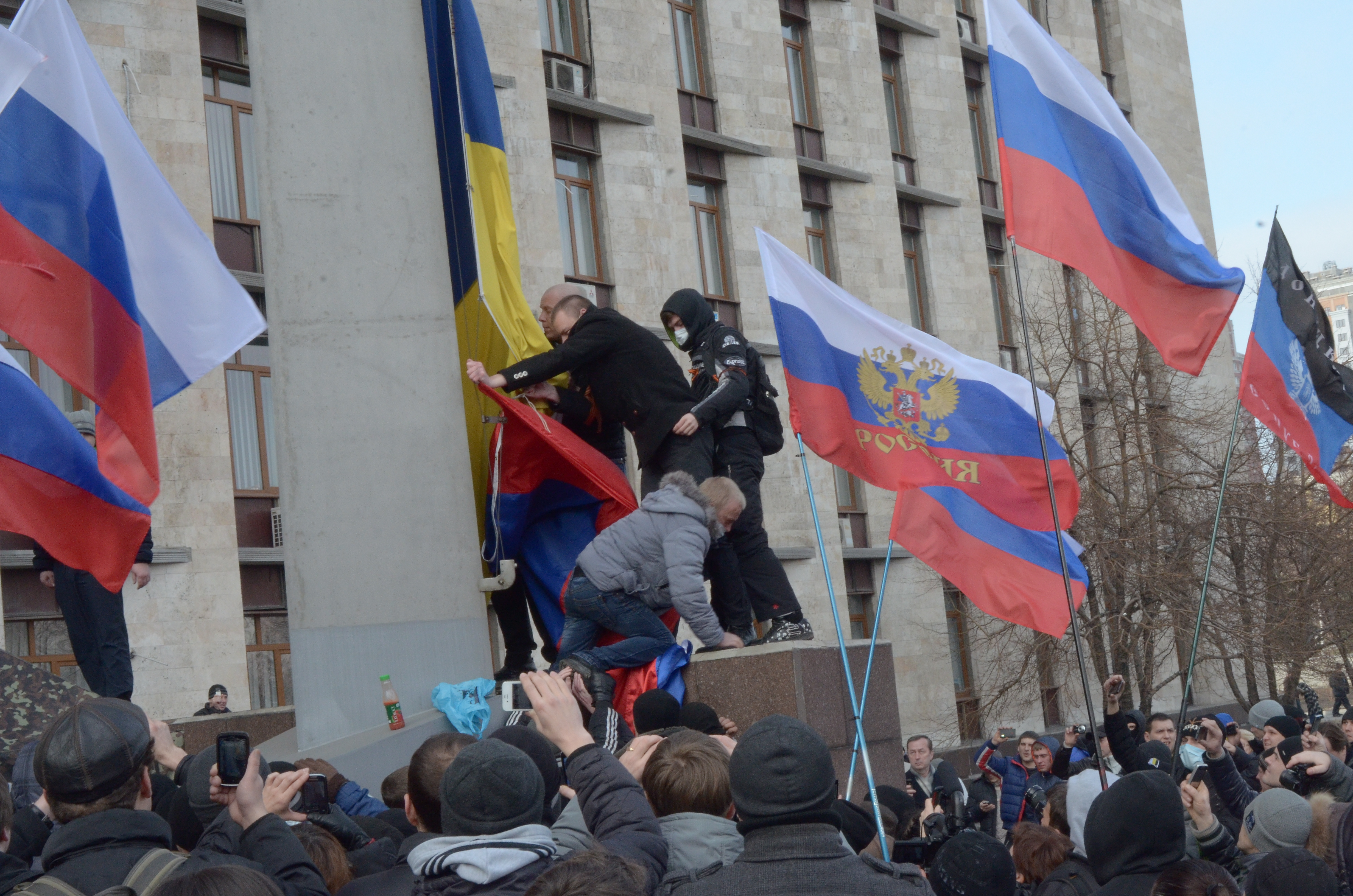
Alcuni manifestanti filo-russi rimuovono una bandiera ucraina e la sostituiscono con una bandiera russa davanti all'edificio dell'amministrazione regionale dell'oblast di Donetsk, 1 marzo 2014

I tentativi di catturare la sede dell'amministrazione statale regionale (RSA) dell'oblast' di Donec'k sono iniziati dalle proteste pro-russe scoppiate nelle regioni sud-orientali dell'Ucraina, sulla scia dell'Euromaidan. I manifestanti pro-russi occuparono la RSA di Donec'k tra il 1º e il 6 marzo 2014, prima di essere arrestati dal Servizio di Sicurezza dell'Ucraina (SBU). Il 6 aprile, 1 000-2 000 persone si erano riunite in una manifestazione a Donec'k per chiedere un referendum simile a quello svolto in Crimea a marzo. I manifestanti presero d'assalto l'edificio della RSA, arrivando a controllare i primi due piani. Dissero che se una sessione legislativa straordinaria non si fosse tenuta dai funzionari regionali per indire un referendum di stato, avrebbero preso il controllo del governo regionale con un "mandato popolare", e licenziando tutti i consiglieri regionali e tutti i membri del parlamento eletti. Poiché queste richieste non furono soddisfatte, gli attivisti tennero una riunione nel palazzo RSA, e votarono a favore dell'indipendenza dall'Ucraina. Proclamarono la Repubblica Popolare di Doneck (DPR).

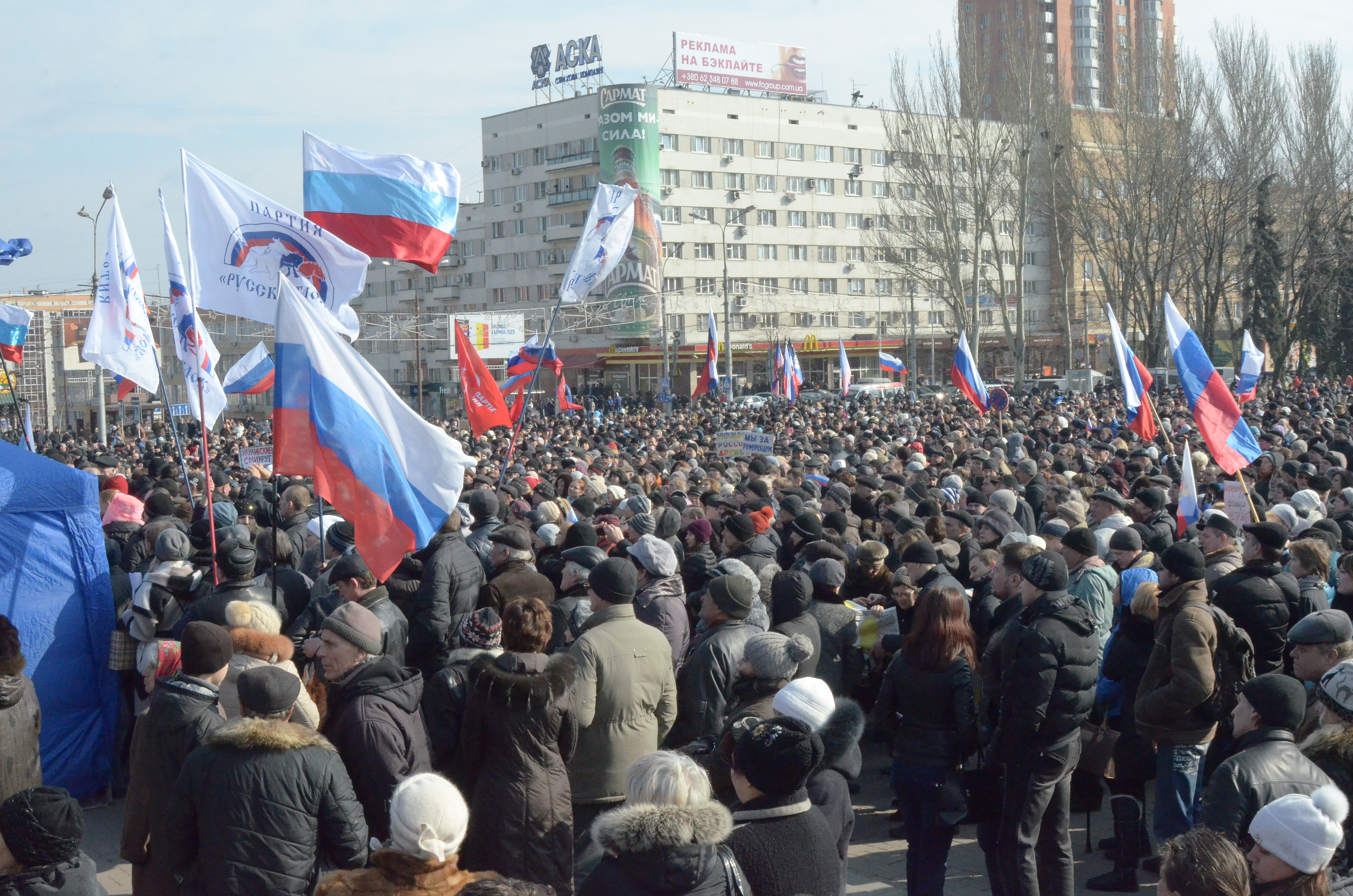
Manifestanti pro-russi a Donec'k, 8 marzo 2014

#### Oblast' di Luhans'k
I disordini nell'oblast' di Luhans'k incominciarono il 6 aprile 2014, quando circa 1 000 attivisti sequestrarono e occuparono la sede del SBU nella città di Luhans'k, a cui seguirono occupazioni simili nelle città di Donec'k e Charkiv. I manifestanti si asserragliarono nell'edificio e chiesero che tutti i leader secessionisti arrestati venissero rilasciati. La polizia fu in grado di riprendere il controllo dell'edificio, ma i manifestanti si incontrarono nuovamente per un'"assemblea del popolo" all'esterno dell'edificio e invocarono un governo del popolo, chiedendo la federalizzazione o l'incorporazione nella Federazione russa. In questa assemblea, Valerij Bolotov venne eletto nella posizione di "Governatore del Popolo". Due "referendum" furono annunciati, uno l'11 maggio per stabilire se la regione avrebbe dovuto cercare qualche forma di autonomia, e un secondo previsto per il 18 maggio per determinare se la regione dovesse unirsi alla Federazione russa o dichiarare l'indipendenza.
La Repubblica Popolare di Lugansk (LPR) fu proclamata il 27 aprile 2014, tuttavia, l'atto ufficiale di indipendenza dall'Ucraina fu dichiarato il 12 maggio 2014. I rappresentanti della Repubblica chiesero che il governo ucraino prevedesse l'amnistia per tutti i manifestanti, sancirono il russo come lingua ufficiale e tennero un referendum sullo status della regione. Pubblicarono un ultimatum che dichiarò che se Kiev non avesse soddisfatto le loro richieste entro le ore 14:00 del 29 aprile, avrebbero lanciato una rivolta in tandem come quella della Repubblica Popolare di Doneck.

### Primo stallo
Il 7 aprile 2014, in risposta all'ampliamento dei disordini, il presidente ucraino in carica, Oleksandr Turčynov, annunciò una grande operazione "anti-terrorismo" contro i movimenti secessionisti nell'oblast' di Donec'k. Il 9 aprile successivo, il Ministro dell'interno, Arsen Avakov, affermò che i disordini nella regione di Donec'k si sarebbero risolti entro 48 ore; o attraverso negoziati o con l'uso della forza. Il Presidente Turčynov, firmò un decreto volto a riprendere il controllo dell'edificio dell'RSA di Donec'k, ponendolo "sotto la protezione dello Stato" e offrì l'amnistia ai manifestanti qualora avessero deposto le armi.
A Donec'k, dopo l'occupazione degli uffici governativi, furono catturati sessanta manifestanti filorussi. Secondo quanto riferito dalle autorità furono sparati alcuni colpi di arma da fuoco ma non ci furono né feriti né morti. A Luhans'k la polizia ucraina sgomberò 50 filorussi penetrati nell'ufficio regionale per la Sicurezza.
A Charkiv venne condotta una massiccia operazione "anti-terrorismo" da parte delle unità speciali dell'esercito di Kiev. I palazzi del governo locale erano stati occupati da circa un centinaio di manifestanti, che abbandonarono gli edifici senza opporre resistenza. La polizia liberò il palazzo del governo di Charkiv arrestando 70 filorussi. La notizia venne data dall'agenzia Interfax, citando il ministero dell'interno. Non furono usate armi da fuoco. Un principio d'incendio si sviluppò al piano terra dell'edificio, forse a causa di alcune molotov lanciate dai manifestanti, ma venne domato.
Intanto, secondo il segretario generale della NATO Jens Stoltenberg, 40 000 soldati russi restavano schierati lungo il confine orientale ucraino.

### Espansione del controllo territoriale
Il 12 aprile 2014, militanti secessionisti privi di contrassegni sequestrarono l'ufficio del Ministero dell'interno a Donec'k senza trovare resistenza. In seguito a negoziati tra i militanti e i funzionari del palazzo, il capo dell'ufficio venne dimesso dal suo incarico. Gli agenti della forza di polizia speciale Berkut, dissero che era stata sciolta dal governo dopo la rivoluzione di febbraio, e presero parte al sequestro dalla parte dei secessionisti. A seguito di tale sequestro, i militanti cominciarono a espandere il loro controllo attraverso Donec'k. L'edificio comunale dell'amministrazione della città di Donec'k fu preso d'assalto e occupato dai ribelli il 16 aprile. Ulteriori azioni di secessionisti portarono alla cattura degli uffici della rete televisiva di Stato regionale il 27 aprile. Dopo aver catturato il centro di trasmissione, i militanti cominciarono a trasmettere i canali televisivi russi. Il 4 maggio, la bandiera della Repubblica Popolare di Doneck fu sollevata sopra il quartier generale della polizia nella città di Donec'k.

#### Slov"jans'k

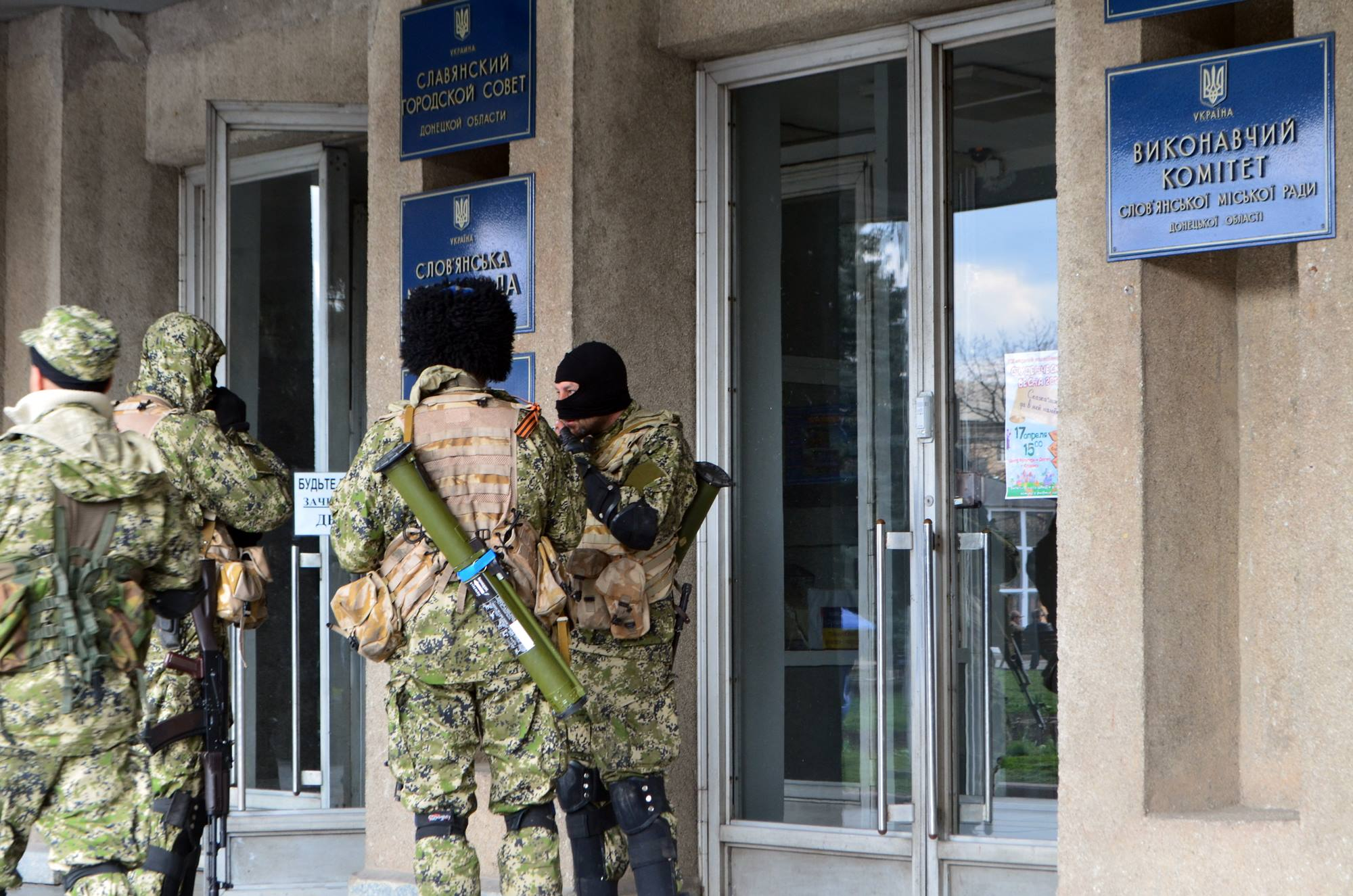
Omini verdi che occupano l'edificio dell'amministrazione comunale di Slov"jans'k, 14 aprile 2014

Degli uomini armati con uniformi non identificabili, presero il controllo del palazzo dell'amministrazione comunale, degli uffici di polizia, e della sede del SBU a Slov"jans'k, una città nella parte settentrionale dell'oblast' di Donec'k, il 12 aprile. Costoro furono apparentemente accolti dalla sindaca eletta, Nelja Štepa, che disse che gli edifici erano stati sequestrati dai "volontari" e dagli "attivisti" affermando "Io vi supporto". Alcune persone si radunarono all'esterno dell'edificio della polizia occupato per esprimere il loro sostegno per gli occupanti. Dissero ai giornalisti ucraini che stavano segnalando la posizione di "tornare a Kiev". Nelja Štepa venne arrestata e sostituita dal sedicente "sindaco del popolo", V"jačeslav Ponomarëv. I secessionisti presero il controllo del deposito di armi della polizia della città e sequestrarono centinaia di armi da fuoco, che indussero il governo ucraino a lanciare un'operazione "antiterrorismo" per riprendere la città. Questa controffensiva iniziò la mattina del 13 aprile. Come conseguenza, una situazione di stallo si radicò tra le forze filo-russe e le Forze Armate ucraine. La città rimase assediata fino al 5 luglio, quando le forze filo-russe si ritirarono, con una stima di 15-20 000 sfollati a causa dei combattimenti.

#### Kramators'k
A Kramators'k, una città nel nord dell'oblast' di Donec'k, i secessionisti attaccarono una stazione di polizia il 13 aprile, con una conseguente sparatoria. I combattenti, appartenenti alla Milizia popolare del Donbass, catturarono poi la stazione di polizia, ne rimossero l'insegna e innalzarono la bandiera della Repubblica Popolare di Doneck sopra l'edificio. Lanciarono un ultimatum dichiarando che se il sindaco e l'amministrazione della città non avessero giurato fedeltà alla Repubblica dal seguente lunedì, li avrebbero rimossi dall'incarico. Allo stesso tempo, una folla di manifestanti circondò l'edificio amministrativo della città, occupandolo e innalzando la bandiera della Repubblica Popolare su di esso. Un rappresentante della Repubblica affrontò la gente del posto al di fuori della stazione di polizia occupata, ma fu ricevuto negativamente e fischiato.
Dopo una controffensiva del governo nell'ambito dell'operazione di "anti-terrorismo" nell'oblast' di Donec'k il 2-3 maggio, gli insorti furono cacciati dalla città occupata nella sede del SBU di Kramators'k. Nonostante questo, le truppe ucraine rapidamente si ritirarono dalla città per ragioni sconosciute, e i secessionisti ripresero rapidamente il controllo. Molti combattimenti continuarono fino al 5 luglio, quando i ribelli si ritirarono da Kramators'k.

#### Horlivka
Militanti filo russi tentarono di catturare il quartier generale della polizia a Horlivka il 12 aprile, ma furono fermati. Ukraïns'ka pravda ha riferito che la polizia ha detto che lo scopo del tentato sequestro era quello di ottenere l'accesso a un deposito di armi. Hanno detto che avrebbero usato la forza se necessario per difendere l'edificio da "criminali e terroristi". Entro il 14 aprile, tuttavia, i militanti catturarono con successo l'edificio dopo una situazione di stallo con la polizia. Alcuni membri dell'unità di polizia locale disertarono a favore della Repubblica Popolare di Doneck nella prima parte della giornata, mentre i restanti uffici furono costretti a ritirarsi, permettendo ai ribelli di prendere il controllo del palazzo. Il capo della polizia locale venne catturato e picchiato dagli insorti. Un deputato del consiglio comunale di Horlivka, Volodymyr Rybak, venne rapito da uomini mascherati ritenuti militanti filo-russi il 17 aprile. Il suo corpo è stato poi trovato in un fiume il 22 aprile. L'edificio dell'amministrazione comunale fu sequestrato il 30 aprile, consolidando il controllo secessionista su Horlivka. L'auto-proclamato sindaco di Horlivka Volodymyr Kolosnjuk fu arrestato dalla SBU con l'accusa di partecipazione ad "attività terroristiche" il 2 luglio.

#### Mariupol'
Gli attivisti della Repubblica Popolare di Doneck presero il controllo del palazzo dell'amministrazione comunale a Mariupol' il 13 aprile. Il governo ucraino ha affermato di avere "liberato" l'edificio il 24 aprile, ma questo è stato negato dalla gente del posto intervistata dalla BBC vicino all'edificio.
Gli scontri tra le forze governative e i gruppi filo-russi s'intensificarono ai primi di maggio, quando l'edificio dell'amministrazione comunale fu brevemente riconquistato dalla Guardia nazionale dell'Ucraina. Le forze filo-russe ripresero rapidamente l'edificio. I militanti poi lanciarono un attacco contro una stazione della polizia locale, costringendo il governo ucraino a inviare forze militari. Le schermaglie tra i soldati e i manifestanti locali causarono l'incendio dell'edificio dell'amministrazione comunale. Le forze governative, però, non ebbero successo nel costringere alla fuga i filo-russi, e infiammarono solo ulteriormente le tensioni a Mariupol'.
Il 9 maggio 2014, a Mariupol', durante le celebrazioni della Giornata della Vittoria, scontri tra polizia ucraina e gruppi filo-russi provocarono la morte di 20 manifestanti e un poliziotto.
Il 16 maggio, però, i siderurgici della Metinvest, insieme con la polizia locale e le forze di sicurezza, cacciarono gli insorti dall'amministrazione comunale e dagli altri edifici governativi occupati della città. La maggior parte dei ribelli lasciò la città, e quei pochi rimasti vennero dichiarati disarmati. Ciononostante, il quartier generale della Repubblica Popolare di Doneck in città rimase intatto, e manifestanti filo-russi furono ancora visti al di fuori dell'incendiata amministrazione della città.
La Guardia nazionale e il Battaglione Azov conquistarono la città il 13 giugno. La sede del DPR fu catturata. Mariupol' è stata poi dichiarata la capitale provvisoria dell'oblast' di Donec'k, in luogo della città di Donec'k, che era occupata dai secessionisti.

#### Altre città
Molte città più piccole in tutto il Donbass caddero in mano ai secessionisti.
Ad Artemivsk, il 12 aprile, i secessionisti non riuscirono a catturare l'ufficio locale del Ministero degli affari interni, ma presero l'edificio dell'amministrazione comunale e sollevarono la bandiera della Repubblica Popolare su di esso. Anche gli edifici amministrativi della città a Jenakijeve e a Družkivka furono catturati. La polizia respinse un attacco di militanti filo-russi su un ufficio del Ministero degli Interni a Krasnyj Lyman il 12 aprile, ma l'edificio fu poi catturato dai secessionisti dopo una scaramuccia. Insorti affiliati alla Milizia Popolare del Donbass occuparono un edificio regionale dell'amministrazione a Charcyz'k il 13 aprile, seguita da un edificio dell'amministrazione locale a Ždanivka il 14 aprile. I manifestanti issarono la bandiera della Repubblica Popolare negli edifici amministrativi delle città di Krasnoarmijs'k e di Novoazovs'k il 16 aprile. L'edificio locale dell'amministrazione a Sivers'k venne ugualmente catturato il 18 aprile. Dopo l'acquisizione, la polizia locale annunciò che avrebbe co-operato con gli attivisti. Il 20 aprile, secessionisti a Jenakijeve lasciarono l'edificio dell'amministrazione comunale che avevano occupato dal 13 aprile. Nonostante questo, entro il 27 maggio la città non era ancora sotto il controllo del governo ucraino. Manifestanti pro-russi a Kostjantynivka bruciarono gli uffici di un giornale che era stato critico nei confronti della DPR il 22 aprile.
Da 70 a 100 insorti armati di fucili d'assalto e lanciarazzi attaccarono un arsenale ad Artemivs'k il 24 aprile. Il deposito ospitava una trentina di carri armati. Le truppe ucraine tentarono di combattere gli insorti, ma furono costretti a ritirarsi dopo un numero considerevole di uomini che furono feriti dal fuoco dei ribelli. Il ministro degli Interni, Arsen Avakov, ha detto che gli insorti erano guidati da un uomo con "un ampio orso", riferendosi al militante russo Aleksandr Možaev. Una trentina di militanti sequestrarono il quartier generale della polizia a Konstjantinivka il 28 aprile. Il giorno successivo, un edificio amministrativo della città a Pervomajs'k fu invaso da ribelli della Repubblica Popolare di Lugansk, che poi sollevarono la loro bandiera su di esso. Lo stesso giorno, i militanti presero il controllo sull'edificio amministrativo della città a Alčevs'k. A Krasnyj Luč, l'amministrazione comunale accettò le richieste da attivisti secessionisti per sostenere i referendum sullo status di Donec'k e Luhans'k che si tennero l'11 maggio, e in seguito alzarono la bandiera russa sopra l'edificio dell'amministrazione della città.
I ribelli occuparono l'edificio dell'amministrazione comunale a Stachanov il 1º maggio. Nel corso della settimana, catturarono la locale stazione di polizia, un centro business, e la sede del SBU. Gli attivisti a Roven'ky occuparono un edificio della polizia il 5 maggio, ma lo lasciarono subito. Lo stesso giorno, la Questura di Slov"janoserbs'k fu sequestrata dai membri dell'Armata del Sud-Est, che era affiliata alla Repubblica Popolare di Lugansk. La città di Antracyt fu occupata da numerosi Cosacchi del Don. I ribelli continuarono catturando l'ufficio del procuratore a Sjevjerodonec'k il 7 maggio. Il giorno successivo, i sostenitori della Repubblica Popolare di Lugansk catturarono gli edifici governativi a Starobil's'k.

### La controffensiva del Governo
In risposta all'espansione del controllo secessionista in tutto l'oblast' di Donec'k, e il rifiuto dei secessionisti di deporre le armi, Turčynov promise di lanciare un'operazione di controffensiva militare contro i ribelli nella regione il 15 aprile. Come parte delle truppe ucraine, la controffensiva riprese il campo d'aviazione a Kramators'k dopo una scaramuccia con i membri della Milizia Popolare del Donbass. Almeno quattro persone sono morte in seguito.
Dopo che le Forze armate dell'Ucraina ripresero il campo d'aviazione, il generale comandante dell'unità che l'aveva ripresa, Vasilij Krutov, fu circondato da manifestanti ostili che chiedevano di sapere perché le truppe ucraine avessero sparato sui residenti locali. Krutov fu poi trascinato dentro alla base aerea insieme alla sua unità. Furono poi bloccati dai manifestanti, che giurarono di non lasciare che le truppe lasciassero la base. Krutov più tardi disse ai giornalisti che "se [i secessionisti] non deporranno le armi, essi saranno distrutti".
Insorti della Milizia Popolare del Donbass entrarono a Slov"jans'k il 16 aprile, insieme a sei mezzi blindati che affermarono di aver ottenuto dalla 25ª Brigata Aviotrasportata, che si era arresa nella città di Kramators'k. I rapporti dicono che i membri della brigata erano stati disarmati dopo che i veicoli erano stati bloccati dal passare dei locali arrabbiati. In un altro episodio, diverse centinaia di residenti del villaggio di Pč'olkino, a sud di Slov"jans'k, circondarono un'altra colonna di quattordici veicoli blindati ucraini. A seguito dei negoziati le truppe sono state autorizzate a guidare i loro veicoli lontano, ma solo dopo aver accettato di cedere i percussori dei loro fucili d'assalto, rendendoli inutilizzabili. Questi incidenti portarono il presidente Turčynov a sciogliere la 25ª Brigata Aviotrasportata. Tre membri della Milizia furono uccisi, undici feriti e sessantatré arrestati dopo aver tentato e fallito di prendere d'assalto una base della Guardia nazionale a Mariupol'.
Il 20 Aprile a Slov''Jans'k, in violazione della tregua, diverse auto del gruppo neonazista ucraino "Pravyj Sector", guidate da Dmytro Yarosh, attaccarono un posto di blocco separatista uccidendo 3 civili.
Turčynov rilanciò la controffensiva in stallo contro gli insorti filo-russi il 22 aprile, dopo che due uomini, di cui un politico locale, furono trovati torturati a morte. Il politico Volodymyr Rybak venne trovato morto nei pressi di Slov"jans'k dopo essere stato rapito dai ribelli filo-russi. Turčynov disse che "i terroristi che hanno effettivamente preso in ostaggio l'intera oblast' di Donec'k sono ormai andati troppo lontano". Il Ministero degli affari interni riferì che la città di Svjatohors'k, nei pressi di Slov"jans'k, è stata riconquistata dalle truppe ucraine il 23 aprile. Inoltre, il ministero della Difesa disse che aveva preso il controllo su tutti i punti di importanza strategica nella zona intorno a Kramators'k.
Il ministro degli Interni Arsen Avakov disse il 24 aprile che le truppe ucraine avevano catturato l'amministrazione della città di Mariupol', dopo uno scontro con i manifestanti filo-russi. Nonostante questo, un rapporto della BBC disse che, mentre sembrava che le truppe ucraine e il sindaco di Mariupol' fossero stati fatti entrare nel palazzo la mattina presto, le truppe ucraine l'avevano abbandonato dal pomeriggio. Attivisti filo-russi locali incolparono i nazionalisti ucraini per l'attacco contro l'edificio, ma dissero che la DPR ne aveva ripreso il controllo. Una rappresentante della Repubblica, Irina Voropoeva, ha dichiarato: "Noi, la Repubblica Popolare di Doneck, controlliamo ancora l'edificio. C'è stato un tentativo di provocazione, ma ora è finito".
Lo stesso giorno, i funzionari del governo ucraino dissero che le forze armate avevano lo scopo di riprendere la città di Slov"jans'k, ma che un aumento del rischio d'invasione russa aveva interrotto queste operazioni. Le forze russe erano state mobilitate in un raggio di 10 chilometri dal confine ucraino. I funzionari dissero che sette soldati erano stati uccisi durante le operazioni della giornata. Il presidente Turčynov rilasciò una dichiarazione nel corso della giornata, e disse che l'operazione "anti-terrorismo" sarebbe stata ripresa, citando la continua crisi degli ostaggi a Slov"jans'k come una ragione. Entro il 6 maggio, quattordici soldati ucraini erano morti e sessantacinque erano stati feriti nei combattimenti.

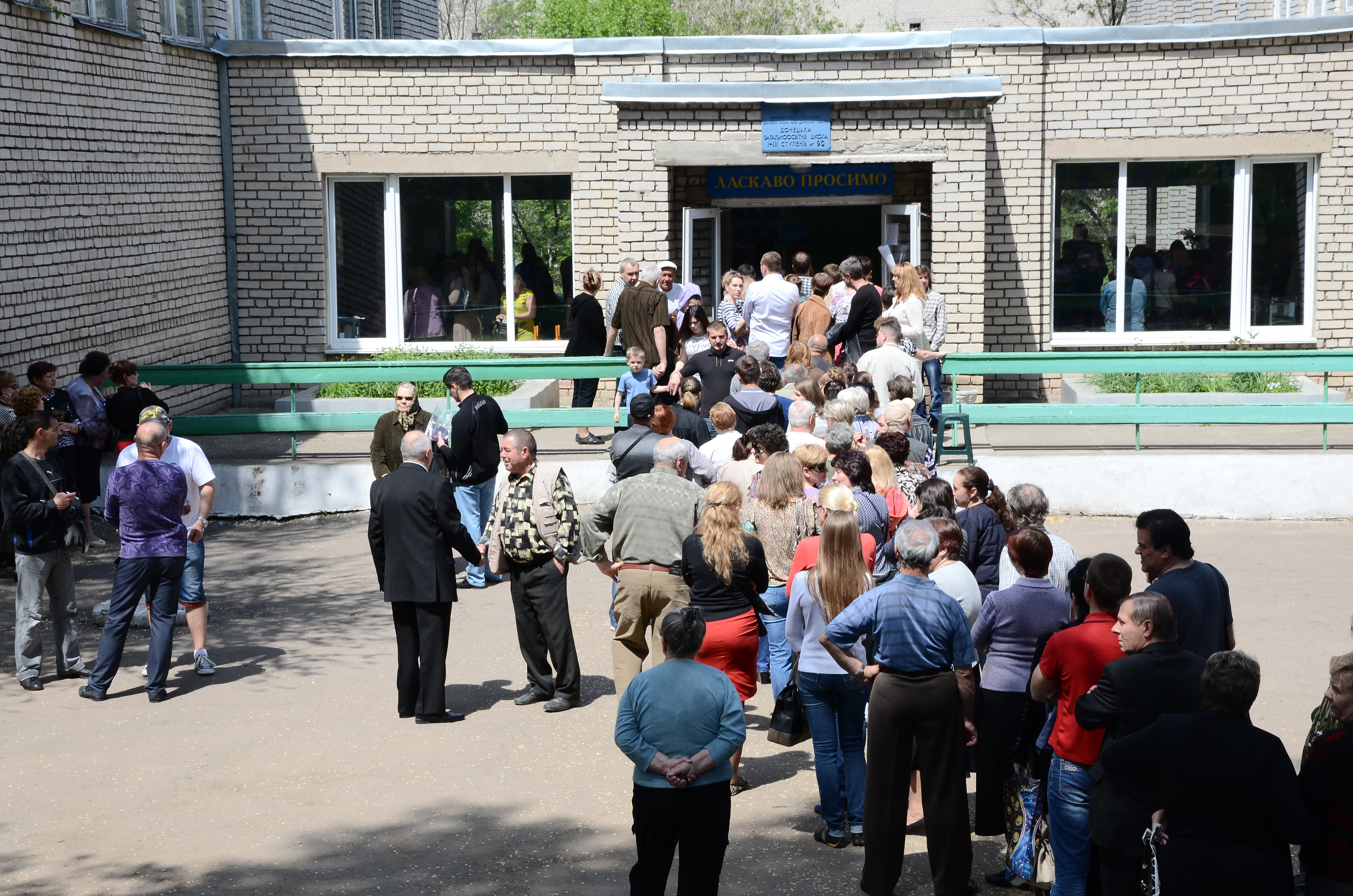
Il contestato referendum sullo status dell'oblast' di Donec'k si tenne l'11 maggio

La mattina presto del 7 maggio, la Guardia nazionale dell'Ucraina riprese l'amministrazione della città di Mariupol', dopo pesanti combattimenti con i ribelli durante la notte. I manifestanti anti-governativi dissero che le forze governative avevano usato gas tossici durante l'operazione, con conseguenti lesioni, quando i manifestanti avevano cercato di rioccupare l'edificio dopo che la Guardia nazionale si era ritirata. Più tardi nel corso dello stesso 7 maggio, la bandiera della DPR veniva ancora una volta sventolata sopra l'edificio.
Le truppe ucraine lanciarono un altro attacco contro i ribelli a Mariupol' il 9 maggio. Durante un assalto a un edificio della polizia occupato, il palazzo fu incendiato dalle forze governative, causando la fuga degli insorti. Arsen Avakov disse che sessanta ribelli avevano attaccato l'edificio della polizia, non truppe ucraine, e che le altre forze governative e di polizia erano riuscite a respingere gli insorti. Tra sei e venti militanti furono uccisi, insieme a un agente di polizia. Quattro militanti furono catturati, e cinque poliziotti rimasero feriti. Un veicolo corazzato venne catturato dai manifestanti filo-russi durante i combattimenti. Dopo gli scontri, le forze filo-russe costruirono barricate nel centro della città. Allo stesso tempo, il telegiornale nazionale ucraino disse che i secessionisti avevano tentato di disarmare le truppe ucraine nei pressi di Donec'k. Le truppe si opposero sparando colpi di avvertimento, e arrestando un centinaio di secessionisti. Inoltre, un anonimo sacerdote, della Chiesa ortodossa ucraina, avrebbe tentato di negoziare con i secessionisti vicino a Družkivka, ma fu poi ucciso dopo essere stato colpito otto volte. Ciò fu confermato dalla Chiesa e dalla Procura della Repubblica.

#### L'incendio della casa dei sindacati di Odessa

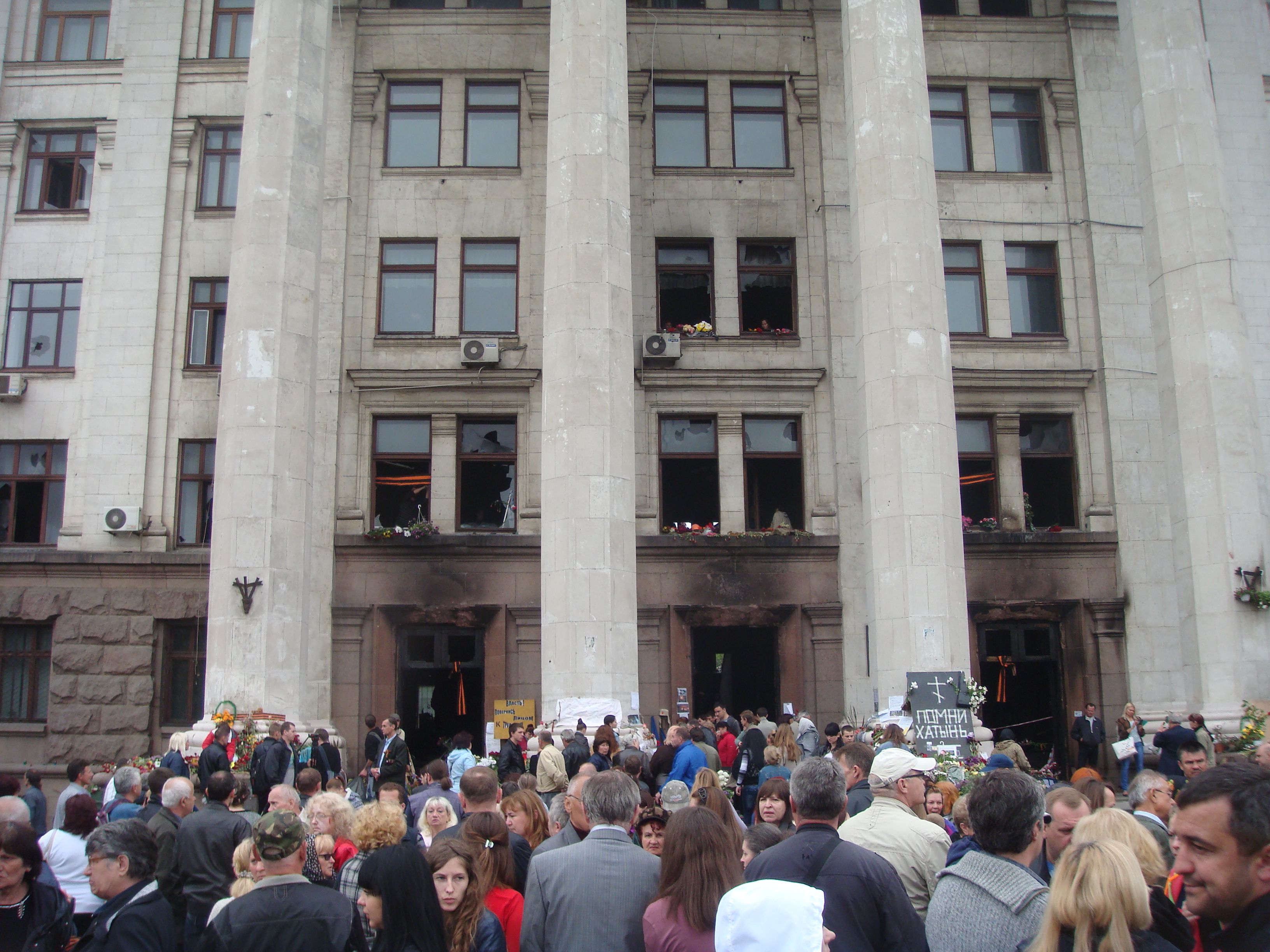
Piazza Campo Kulikov. Cerimonia di veglia il 9º giorno dalla morte delle vittime dell'incendio

Il 2 maggio 2014 a Odessa si verificò uno degli episodi più tragici degli scontri tra pro-maidan e filo-russi.
Un gruppo di manifestanti filo-russi presenti in una tendopoli di protesta nella città (Kulikovo Field), si organizzò per attaccare e impedire lo svolgimento di una marcia patriottica per le vie di Odessa, composta da manifestanti per l'unità nazionale, attivisti Euromaidan e ultras calcistici. Durante l'attacco uno dei filorussi, Vitaly Budko, sparò con un'arma automatica uccidendo un manifestante nazionalista e facendo degenerare ulteriormente la situazione già molto tesa. Negli scontri morirono 6 persone. Trovandosi in minoranza, i filorussi si barricarono in un edificio, la Casa dei Sindacati di Odessa, sia i manifestanti filorussi che i nazionalisti iniziarono a lanciare molotov. A causa del continuo lancio di molotov fra attivisti filorussi all'interno e militanti nazionalisti all'esterno l'edificio prese fuoco ed essendosi barricati all'interno i filorussi si trovarono intrappolati dalle fiamme. I vigili del fuoco intervennero con molto ritardo, e fra i manifestanti all'esterno vi furono atteggiamenti di diverso tipo: mentre molti attivisti europeisti cercarono di adoperarsi per aiutare i filorussi ad uscire, frange più radicali dell'ultradestra ucraina di Pravyj Sektor presente al corteo resero difficoltosa l'uscita e molti morirono per il monossido di carbonio inalato. Il rogo causò la morte di 42 civili, perlopiù attivisti filorussi ma anche personale civile presente nell'edificio.

### La nascita dello Stato Federale
Venne riferito il 12 maggio che, dopo il referendum sulle autonomie locali, il capo della Milizia Popolare del Donbass, Igor' Girkin si è dichiarato "Comandante Supremo" della Repubblica Popolare di Doneck. Nel suo decreto, chiese che tutti i militari di stanza nella regione prestassero giuramento di fedeltà a lui entro 48 ore, e disse che tutti i restanti militari ucraini nella regione sarebbero stati "distrutti sul posto". Fece poi una petizione alla Federazione russa per il sostegno militare per proteggersi contro "la minaccia di un intervento da parte della NATO" e dal "genocidio". Pavel Gubarev, capo della milizia Popolare di Doneck, istituì la legge marziale il 15 maggio e promise l'annientamento totale delle forze ucraine se non fossero state ritirate dal Donbass entro le 21:00. Allo stesso modo, il presidente della Repubblica Popolare di Lugansk, Valerij Bolotov, proclamò la legge marziale il 22 maggio.
Il magnate dell'acciaio con sede a Donec'k Rinat Achmetov invitò i suoi 300 000 dipendenti all'interno della regione di Donec'k a una "manifestazione contro i secessionisti" il 20 maggio. Sirene suonavano a mezzogiorno presso i suoi stabilimenti per segnalare l'inizio del raduno. La cosiddetta "Marcia della Pace" si tenne nella Donbass Arena della città di Donec'k, accompagnati da auto che suonarono il clacson a mezzogiorno. BBC News e Ukraïns'ka pravda riferirono che alcuni veicoli furono attaccati da secessionisti, e che uomini armati avevano avvertito gli uffici di diversi servizi taxi della città a non prendere parte alla manifestazione. In risposta al rifiuto di Achmetov di pagare le tasse alla Repubblica Popolare di Doneck, il 20 maggio il presidente del Consiglio di Stato della DPR, Denis Pušilin, annunciò che la Repubblica avrebbe tentato di nazionalizzare le attività di Achmetov. Il 25 maggio, tra i 2 000 e i 5 000 manifestanti marciarono alla villa di Achmetov nella città di Donec'k, e chiesero la nazionalizzazione delle proprietà di Achmetov, cantando "Achmetov è un nemico del popolo!".
Diciotto soldati furono uccisi nel corso di un attacco da parte dei secessionisti a un checkpoint dell'esercito nei pressi della città di Volnovacha, il 22 maggio. Tre corazzati da trasporto truppa e diversi camion furono distrutti durante l'attacco e uno degli insorti venne ucciso durante il raid. Lo stesso giorno, un convoglio composto da un centinaio di soldati tentò di attraversare un ponte a Rubižne, nei pressi di Luhans'k, e avanzare nel territorio tenuto dagli insorti. Essi furono attaccati da un gruppo tra 300 e 500 insorti. Dopo il combattimento, che durò per tutta la giornata, i soldati furono costretti a ritirarsi. Tra due e quattordici soldati, e tra i sette e i venti ribelli furono uccisi durante i combattimenti. Tre veicoli da combattimento di fanteria dell'esercito e un autocarro vennero distrutti, e altri tre veicoli blindati catturati dagli insorti. Il ministero degli Interni dichiarò che alcuni insorti avevano tentato di entrare nell'oblast' di Luhans'k dalla Russia, ma erano stati respinti dalle guardie di frontiera.
A seguito di una dichiarazione di Pavel Gubarev viene istituito il Partito "Nuova Russia" il 22 maggio, i rappresentanti delle repubbliche di Doneck e di Lugansk firmarono un accordo che istituì lo Stato federale della Nuova Russia. I secessionisti prevedevano di incorporare la maggior parte delle regioni meridionali e orientali dell'Ucraina nella nuova confederazione, comprese le città principali di Charkiv, Cherson, Dnipropetrovs'k, Mykolaïv, Zaporižžja e Odessa. La dichiarazione firmata stabilì l'ortodossia russa come religione di Stato e l'intenzione di nazionalizzare le industrie chiave.
Un'unità del battaglione pro-governativo di volontari paramilitari del Donbass tentò di avanzare su un posto di blocco secessionista nei pressi del villaggio di Karlivka, a nord-ovest della città di Donec'k, il 23 maggio. Essi furono attaccati da un gruppo tra 150 e 200 secessionisti, sostenuto da uno dei mezzi blindati catturati. I paramilitari filo-governativi vennero circondati dai secessionisti, e in inferiorità numerica di sei a uno, fino a quando i combattenti affiliati con il movimento nazionalista Settore Destro sfondarono le linee secessioniste per consentire ad alcuni membri del gruppo di fuggire. Cinque membri del Battaglione del Donbass vennero uccisi, insieme a quattro secessionisti. Venti dei paramilitari filo-governativi vennero feriti, e almeno quattro catturati. Il coinvolgimento di Settore Destro fu contestato dalla leadership del Battaglione del Donbass. Il leader pro-russo Igor' Bezler disse che tutti i paramilitari catturati sarebbero stati giustiziati. Un altro leader secessionista confermò che quattro dei loro combattenti erano stati uccisi, e disse anche che dieci paramilitari filo-governativi e due civili erano morti. Durante lo stesso giorno, due secessionisti filo-russi furono uccisi durante un assalto da parte del Battaglione paramilitare pro-governativo "Ucraina" in un edificio governativo locale occupato a Torez.

#### Il progetto Nuova Russia

Bandiera di guerra della Nuova Russia, unica bandiera esistente, giacché non venne mai ufficializzata una bandiera nazionale.

Una volta proclamata l'indipendenza, le repubbliche di Doneck e Lugansk non riuscirono a prendere il controllo della totalità dei rispettivi oblast, che furono prontamente presidiati dalle Forze armate ucraine.
Il 24 maggio 2014 Doneck e Lugansk indissero un referendum per unirsi, formando così un'unica entità statale, ribattezzato Stato federale della Nuova Russia, come l'omonima regione storica, che non venne verificato da enti terzi.
Causa il persistere del conflitto contro l'Ucraina questo progetto fu accantonato un anno più tardi, con la sua sospensione del progetto annunciata il 20 maggio 2015 e il ritorno delle due repubbliche come entità separate.

#### Battaglia dell'aeroporto e combattimenti a Luhans'k
La mattina del 26 maggio, 200 insorti filo-russi, compresi i membri del battaglione Vostok, catturarono il terminal principale dell'aeroporto di Donec'k, eressero blocchi stradali intorno a esso, e chiesero che le forze governative si ritirassero. Subito dopo che queste richieste erano state presentate, la Guardia nazionale dell'Ucraina emise un ultimatum ai secessionisti, chiedendo loro di arrendersi. Questo è stato successivamente respinto. Le forze governative hanno poi lanciato un assalto alle posizioni secessioniste nell'aeroporto con paracadutisti e attacchi aerei. Gli elicotteri d'attacco furono utilizzati anche dalle forze governative. Presero di mira un cannone antiaereo secessionista a comando. Una quarantina di ribelli stimati morti nei combattimenti, con alcuni civili presi nel fuoco incrociato. Tra i quindici e i trentacinque insorti furono uccisi in un solo episodio, quando due camion che trasportavano combattenti feriti dall'aeroporto furono distrutti in un agguato dalle forze governative.
Durante i combattimenti nell'aeroporto, la Donbass Arena di Donec'k fu saccheggiata da alcuni ribelli filo-russi, che avrebbero depredato l'edificio, distrutto apparecchiature di sorveglianza e l'avrebbero dato alle fiamme. Allo stesso tempo, la polizia di Donec'k disse che i ribelli avevano ucciso due poliziotti nella vicina città di Horlivka. Il Moscow Times riferì che i due uomini erano stati giustiziati per "aver rotto il loro giuramento alla Repubblica Popolare di Doneck".
Insorti affiliati alla Repubblica Popolare di Lugansk attaccarono un'unità della Guardia nazionale ucraina nelle prime ore del 28 maggio. RIA Novosti ha riferito che ottanta membri della Guardia nazionale in seguito si arresero agli insorti, mentre la Guardia nazionale rilasciò una dichiarazione che disse che "ci sono state perdite sia nei ranghi dell'unità militare sia nella squadra d'attacco". Almeno un secessionista e un soldato sono morti nei combattimenti.

### Intensificazione degli scontri

#### Scontri nell'Ucraina Orientale
I militari di Kiev avrebbero ripreso il controllo della città portuale di Mariupol' infliggendo gravi perdite agli avversari. Il 12 giugno a Snižne furono uccisi altri 40 ribelli; a Sverdlovs'k uomini armati avrebbero rapito il comandante della polizia cittadina. I miliziani filorussi fecero una strage abbattendo un aereo nei cieli di Luhans'k. Si trattava di un aereo cargo con a bordo 49 militari. L'aereo militare ucraino abbattuto, un Ilyushin Il-76, venne colpito da un razzo dei secessionisti attorno all'una di notte, proprio durante la discesa verso l'aeroporto, e nessuno dei 40 paracadutisti e dei nove membri dell'equipaggio che erano a bordo è sopravvissuto. Oltre ai soldati, il cargo trasportava armi, viveri ed equipaggiamenti.
I miliziani sostengono di aver abbattuto anche un secondo aereo: un cacciabombardiere Sukhoi Su-25 che aveva sparato alle prime ore dell'alba sulla caserma di polizia di Horlivkain mano ai filorussi, uccidendo due persone e ferendone sei. Il presidente ucraino Petro Porošenko ha promesso una “reazione adeguata” e una punizione per i responsabili: l'episodio rischiò di far tramontare le deboli speranze di distensione che si erano fatte strada nelle settimane precedenti. A Kiev, qualche centinaio di manifestanti si era radunato davanti all'ambasciata russa nella serata del giorno precedente, e durante la protesta, pietre e una bottiglia molotov vennero lanciate contro l'edificio. L'episodio fu condannato anche dagli Stati Uniti.
I 49 soldati ucraini rimasti uccisi nell'abbattimento dell'aereo furono commemorati in piazza a Kiev, mentre la folla raccolta in piazza Maidan chiese al governo di agire con più determinazione nei confronti dei secessionisti filorussi delle regioni orientali. Intanto, il ministro della Difesa di Kiev, Koval', rivelò che nelle ultime 24 ore più di 250 secessionisti erano stati uccisi dalle forze di sicurezza.
Riguardante quest'ultima battaglia Delgov ha scritto su Twitter: «Le forze di sicurezza e i neonazisti ucraini utilizzano delle armi proibite contro gli abitanti di Slov"jans'k, attaccano i rifugi e uccidono i bambini».
I miliziani delle brigate popolari che combattono contro l'esercito regolare e le milizie ucraine nella regione dissero che le forze ucraine avevano lanciato bombe incendiarie sul villaggio di Semenovka, vicino a Slov"jans'k, provocando diversi incendi. Testimoni e media locali dissero che le bombe potevano essere al fosforo, arma severamente bandita dall'ONU.
Le autorità di Kiev negarono che siano state utilizzate bombe incendiarie contro i civili e anche la Guardia nazionale smentì ufficialmente di aver utilizzato munizioni al fosforo ma i filorussi mostrarono foto e filmati degli attacchi che dimostrerebbero il contrario o almeno, come confermano anche esperti occidentali, qualcosa di molto simile al fosforo bianco.
La nave spia della Marina Militare Elettra (A 5340) entrò nel Mar Nero il 15 giugno e da allora conduce operazioni di monitoraggio riguardanti la situazione in Ucraina.
La missione venne rivelata nei primi giorni di giugno da fonti russe secondo le quali l'Italia aveva deciso di schierare un'unità «da ricognizione». La nave, che ha a bordo 100 militari specialisti, ha attraversato lo stretto del Bosforo, dando il cambio all'unità francese Dupuy de Lôme (A 759), che ha condotto operazioni di intelligence per alcune settimane nel Mar Nero ed è poi uscita alla fine di maggio.

### Taglio del gas in Ucraina
Il 16 giugno la compagnia russa fornitrice di gas Gazprom ridusse la quantità di gas veicolata in territorio ucraino giustificandolo con un mancato pagamento di un acconto.
Gazprom pretese il pagamento anticipato del gas esportato in Ucraina, dopo che l'azienda nazionale energetica ucraina Naftohaz non aveva pagato a Mosca un anticipo di 1,95 miliardi di dollari per saldare il debito accumulato negli anni, pari a circa 4,458 miliardi di dollari.
Riguardo a ciò la Russia rifiutò tutte le proposte di mediazione proveniente dall'Unione Europea e dall'Ucraina.
L'Ucraina fece causa alla Russia presso la Corte di Stoccolma.

### Offensiva governativa post-tregua

Evoluzione della situazione militare in Ucraina orientale, tra il 1º luglio e il 12 settembre 2014, dopo la tregua firmata a Minsk: rosa - territorio tenuto dai secessionisti

Dopo una settimana di tregua unilaterale dichiarata dal presidente ucraino Petro Porošenko, le Forze Armate rinnovarono le loro operazioni contro gli insorti il 1º luglio. Bombardamenti si verificarono a Kramators'k e a Slov"jans'k, e le forze governative ripresero un passaggio di frontiera a Dolžans'k, uno dei tre principali valichi di frontiera occupati dai secessionisti. Le forze governative riconquistarono anche i villaggi di Brusivka e Stary Karavan. Lo stesso giorno, insorti a Luhans'k dissero che avevano preso il controllo dell'aeroporto Internazionale di Luhans'k.
Il portavoce del Ministero degli Interni Zorjan Škyrjak disse che oltre 1 000 insorti filo-russi erano stati uccisi nel primo giorno successivo alla ripresa delle ostilità. Liga.net, citando una fonte coinvolta con l'operazione di governo militare, riferì che oltre 400 ribelli erano stati uccisi in azione, ma che le cifre più alte segnalate in precedenza potrebbero non essere confermate. I secessionisti segnalarono solo due morti nel combattimento a Mykolaïvka.
I ribelli attaccarono un posto di frontiera a Novoazovs'k il 2 luglio. Una guardia di frontiera fu uccisa nei combattimenti, e altre otto guardie rimasero ferite. Le forze governative riconquistarono la città di Mykolaïvka, nei pressi di Slov"jans'k, il 4 luglio. Un gruppo di militanti affiliati alla DPR disertarono come risultato, e si arruolarono nell'esercito ucraino.
In un ulteriore colpo ai ribelli, le forze governative ripresero la roccaforte di Slov"jans'k il 5 luglio. Il comandante degli insorti della DPR, Igor' Girkin, prese la decisione di arrendersi "a causa della schiacciante superiorità numerica del nemico", ai sensi del Primo Ministro della DPR Aleksandr Borodaj. Disse che le forze della DPR si erano ritirate a Kramators'k, ma BBC News riferì che insorti furono visti abbandonare i loro posti di blocco a Kramators'k. Più tardi quel giorno, Borodaj confermò che gli insorti avevano abbandonato "l'intero settore settentrionale", tra cui Kramators'k, e si erano ritirati nella città di Donec'k. Dopo la ritirata delle forze di Girkin a Donec'k, assunse il controllo della DPR, sostituendo le precedenti autorità lì in quello che è stato descritto come un "colpo di Stato".
Successivamente, le Forze Armate dell'Ucraina riconquistarono Družkivka, Kostjantynivka, e Artemivs'k. Tra la ritirata degli insorti, il sindaco di Donec'k Oleksandr Lukjančenko disse che almeno 30 000 persone avevano lasciato la città da aprile. In un rapporto separato, le forze ucraine dissero che erano stati avvistati due droni aerei a Mariupol', e che uno di loro era stato abbattuto.
In vista di un'offensiva pubblica, previsto nella città di Donec'k occupata dagli insorti, le strade principali che portano in città furono bloccate il 7 luglio. Gli insorti distrussero i ponti ferroviari sulle strade, provocandone il crollo e bloccando le strade. Il ministro della Difesa Valerij Heletej dichiarò l'8 luglio che non ci sarebbero stati "mai più tregue unilaterali", e disse che il dialogo è possibile solo se gli insorti avessero deposto le armi. Più combattimenti scoppiarono nell'aeroporto Internazionale di Luhans'k il 9 luglio. Gli insorti affiliati alla LPR dissero che avevano catturato l'aeroporto il 1º luglio, ma l'esercito ucraino riuscì a mantenere il controllo su di esso. Più di 10 000 famiglie nell'Oblast' di Luhans'k sono senza servizio di gas a causa dei danni alle linee di gas, secondo una dichiarazione del giorno stesso da parte del fornitore regionale di gas.
Scontri presso l'aeroporto internazionale di Donec'k continuarono il 10 luglio. Gli insorti spararono colpi di mortaio nell'aeroporto, e tentarono di riconquistarlo, ma furono respinti dalle forze armate. Le forze ucraine riconquistarono anche la città di Sivers'k, fatto confermato dagli insorti. Lo stesso giorno, l'amministrazione comunale di Luhans'k riferì che sei civili erano stati feriti a causa di ostilità in corso in tutta la città. Ci furono anche segnalazioni di faziosità tra i secessionisti, con alcune diserzioni. Secondo questi rapporti, il battaglione Vostok aveva rifiutato l'autorità di Igor' Girkin. Aleksandr Borodaj, Primo Ministro della DPR, ha negato questi rapporti, e ha detto che erano bugie.
Pesanti combattimenti continuarono nell'Oblast' di Luhans'k l'11 luglio. In quel giorno, una colonna militare che viaggiava vicino a Roven'ky fu attaccata da un razzo Grad autocarro comandato dagli insorti. Un raid aereo lanciato dalle Forze Armate riuscì a distruggere il lanciarazzi, ma solo dopo la morte di ventitré soldati dell'esercito ucraino. In risposta all'attacco, il presidente ucraino Porošenko disse che "per ogni vita dei nostri soldati, i militanti pagheranno con decine e centinaia dei loro". Il giorno successivo, l'Aeronautica ucraina ha lanciato attacchi aerei mirati sulle posizioni degli insorti in tutte le Oblast' di Donec'k e di Luhans'k. Il governo ucraino disse che 500 ribelli erano stati uccisi in questi attacchi, dichiarati come rappresaglia per l'attacco missilistico secessionista del giorno precedente. Quattro persone furono uccise a Marinka, un sobborgo occidentale della città di Donec'k, dopo che i razzi avevano colpito una zona della città tenuta dagli insorti. Il governo ucraino e i secessionisti s'incolparono l'un l'altro per l'attacco.

### La lotta peggiora nella parte orientale dell'oblast' di Donec'k
Dopo una breve pausa dopo il ritiro dei ribelli dalla parte settentrionale dell'oblast' di Donec'k, il combattimento ha continuato a crescere fortemente nella parte orientale. Scialuppe sbarcarono nella città di confine di Donec'k nell'oblast' di Rostov, una regione della Russia, il 13 luglio. Funzionari russi accusarono le Forze Armate dell'Ucraina per il bombardamento, mentre l'Ucraina ha negato ogni responsabilità ed ha accusato gli insorti del Donbass di aver messo in scena un attacco in stile "false flag". La Russia disse che stava considerando di lanciare attacchi aerei contro obiettivi governativi in Ucraina, come rappresaglia per il bombardamento. Un civile venne ucciso nel bombardamento. Funzionari della LPR riconobbero di aver perso trenta uomini durante i combattimenti nel villaggio di Oleksandrivka. La città degli insorti occupata di Snižne venne colpita da razzi lanciati da un aereo il 15 luglio, lasciando almeno undici morti e distruggendo case. Gli insorti incolparono l'Aeronautica d'Ucraina, ma il governo ucraino ha negato qualsiasi coinvolgimento nell'attacco.
Gli scontri scoppiarono tra insorti e le forze armate lungo il confine con la Russia nel rajon di Šachtars'k il 16 luglio. Gli insorti, che si erano rintanati nella città di Stepanivka, avevano fatto un tentativo di sfuggire all'accerchiamento dalle forze governative alle 05:00. Secondo un rapporto della Guardia nazionale, un posto di blocco nei pressi del villaggio di confine di Marynivka fu attaccato dai ribelli con carri armati, colpi di mortaio e missili anticarro. Il checkpoint è stato bombardato per più di un'ora, causando danni significativi alle infrastrutture a Marynivka. Le Guardie sono riuscite a respingere l'attacco, costringendo gli insorti a tornare a Stepanivka, dove i combattimenti sono continuati. La battaglia poi sì spostò nel vicino villaggio di Tarany. Almeno undici soldati ucraini sono morti nei combattimenti. I tentativi di formare un "gruppo di contatto" tra gli insorti ed il governo ucraino, parte del "piano di pace in quindici punti" del presidente Porošenko, fallirono, lasciando poche speranze di un rinnovato cessate il fuoco. Gli insorti in seguito dissero di aver ripreso con successo Marynivka dalle Forze Armate.

#### L'abbattimento dell'aereo Malaysia Airlines 17
Il volo Malaysia Airlines 17 era un collegamento di linea civile operato da un Boeing 777 della compagnia aerea malese in servizio il 17 luglio 2014 fra Amsterdam, nei Paesi Bassi, e Kuala Lumpur, in Malaysia; il velivolo venne abbattuto da un missile terra-aria Buk, mentre sorvolava la zona orientale dell'Ucraina sotto il controllo delle forze secessioniste. Tutti i 283 passeggeri e i 15 membri dell'equipaggio rimasero uccisi nell'incidente.
Il controllo del traffico aereo perse i contatti col velivolo a circa 50 km dal confine tra Ucraina e Russia e precipitò in prossimità dei villaggi di Hrabove, Rozsypne e Petropavlivka nell'oblast' di Donec'k, in Ucraina, a quel tempo controllato da Forze secessioniste filo-russe. Le investigazioni ufficiali, condotte dal governo olandese, conclusero che l'aereo fu abbattuto da un missile terra aria lanciato da quel territorio.

### Le forze governative avanzano verso Donec'k e Luhans'k
Pesanti combattimenti ripresero anche intorno all'aeroporto di Donec'k durante la notte, e le esplosioni furono sentite in tutti i quartieri della città. Entro il 21 luglio, i combattimenti pesanti a Donec'k ricominciarono. Donec'k fu scossa da esplosioni e incendi di armi pesanti facendo salire il fumo sopra la città. Il combattimento si concentrò nei distretti nord-ovest di Kyivskij e Kujbyševskij, e anche vicino alla stazione ferroviaria e l'aeroporto centrale, costringendo i residenti a cercare di salvarsi nei rifugi, o di fuggire dalla città. L'approvvigionamento idrico della città venne tagliato durante i combattimenti, e tutto il servizio ferroviario e di autobus interrotto. Gli insorti eressero barricate in tutta la città per controllare il traffico. Nel frattempo le città di Dzeržyns'k, Soledar, e Rubižne furono riconquistate dalle forze governative.
Il borgo di Mayors'k, appena fuori Horlivka, e la città di Sjevjerodonec'k, nell'oblast' di Luhans'k, furono ripresi dalle Forze governative, il 22 luglio. Gli osservatori OSCE in visita a Donec'k dopo gli scontri del giorno precedente dissero che la città era "praticamente deserta", e che i combattimenti si erano fermati. Lo stesso giorno, DPR primo ministro Aleksandr Borodaj disse che voleva riprendere i colloqui per un cessate il fuoco. Il comandante della RPD Igor' Girkin ha anche detto "È giunto il momento in cui la Russia deve prendere una decisione definitiva - di sostenere realmente i russi del Donbass o di abbandonarli per sempre". Un paramilitare pro-ucraino del Battaglione Donbass venne catturato a Popasna. Dopo aver ripreso Sjevjerodonec'k, le forze governative hanno combattuto i ribelli intorno alla città vicina di Lysyčans'k. Un'autobomba ha ucciso tre soldati insorti durante i combattimenti. Sono stati segnalati lanci di razzi Grad contro le forze governative di guarnigione a Vesela Hora, Kamyševe, e anche all'aeroporto di Luhans'k. Il centro stampa per l'operazione del governo militare ha detto che la situazione è rimasta "più complessa" nelle zone intorno "alle città di Donec'k, Luhans'k, Krasnodon e Popasna". Le forze governative sfondano il blocco dei ribelli intorno all'aeroporto di Donec'k il 23 luglio, e quindi avanzano nell'angolo nord-occidentale della città di Donec'k. Successivamente, gli insorti si ritirarono da molte zone alla periferia della città, tra cui Karlivka, Netajlove, Pervomajs'ke, e la zona intorno all'aeroporto di Donec'k. Il comandante degli insorti Igor' Girkin ha detto che questo venne fatto per fortificare il centro di Donec'k, e anche per evitare di essere circondato dalle forze governative. Ha anche detto che lui non si aspettava un'incursione del governo nel centro di Donec'k. Nel frattempo, gli scontri continuarono nel rajon di Šachtars'k, lungo il confine con la Russia. In mezzo al combattimento, due jet da combattimento Su-25 ucraini, che stavano fornendo supporto aereo alle forze di terra vicino a Dmytrivka, furono abbattuti dagli insorti.
Il giorno successivo, le forze governative ricatturarono Lysyčans'k. Lo stesso giorno, la lotta infuriava intorno a Horlivka. Le forze governative lanciarono attacchi aerei e di artiglieria sugli insorti all'interno della città, e gli scontri vennero combattuti tutto intorno. Un importante ponte crollò nel combattimento, recidendo un percorso critico fuori città. Le persone fuggirono alla violenza in auto e a piedi. Nonostante questi progressi da parte delle Forze Armate, il confine con la Russia non era assicurato. Izvaryne, posto di frontiera nell'oblast' di Luhans'k, che è controllato dall'Armata del Sud-Est, è stato segnalato per essere il principale punto di accesso per le armi e i rinforzi provenienti dalla Russia. Il bombardamento iniziò di nuovo nei distretti di Kyivskij, Kirovskij e Petrivskij della città di Donec'k. Secondo l'amministrazione comunale, undici case furono danneggiate a Petrivskij, e almeno un uomo rimase ferito. I combattimenti continuarono tutta la notte del 26 luglio, con esplosioni, bombardamenti, e lanci sentiti in tutta la città. Il memoriale del monte Savur-Mohyla, nel mese di agosto 2014, è stato pesantemente danneggiato durante i combattimenti.
Durante il terzo giorno di offensiva del governo sugli insorti, nella roccaforte di Horlivka, tra i venti e i trenta civili vennero uccisi il 27 luglio. Horlivka era praticamente abbandonata, con energia elettrica e acqua tagliate. I bombardamenti danneggiarono o distrussero molti edifici, tra cui un ospedale, un fruttivendolo, e l'ufficio della compagnia energetica. Truppe ucraine entrarono anche nella città di Šachtars'k, combatterono gli insorti che la occupavano, e li catturarono intorno alle 14:30. Questo tagliò fuori il corridoio di approvvigionamento tra i territori in possesso della DPR e della LPR, isolando i ribelli nella città di Donec'k. Schermaglie avvennero anche nelle città vicine di Snižne e Torez. Il combattimento intenso in tutto il rajon di Šachtars'k costrinse un gruppo di poliziotti olandesi e australiani ad annullare un tentativo di indagare sul luogo dello schianto del Malaysia Airlines Flight 17. Quarantuno soldati ucraini abbandonarono i loro posti e andarono al valico di frontiera d'Izvaryne, controllato dagli insorti, in cui dissero che gli insorti si erano rifiutati di combattere contro il "proprio popolo". Gli insorti permisero loro di fuggire dall'Ucraina, entrando in Russia. Entro il 28 luglio le alture strategiche di Savur-Mohyla erano sotto controllo ucraino, insieme alla città di Debal'ceve. I ribelli avevano utilizzato in precedenza Savur-Mohyla per bombardare le truppe ucraine intorno alla città di Marynivka. Entro il 29 luglio, altri diciassette civili erano stati uccisi nei combattimenti, insieme con ulteriori quarantatré persone ferite. Il bombardamento proseguì nei distretti di Leninskij e Kyivskij della città di Donec'k. Secondo l'amministrazione comunale, questi quartieri vennero pesantemente danneggiati.
Secondo un rapporto di sicurezza nazionale e del Consiglio della Difesa dell'Ucraina, valichi al confine con la Russia sono stati attaccati dal territorio russo, almeno 153 volte dal 5 giugno. 27 guardie di frontiera sono state uccise in questi attacchi, e 185 sono rimaste ferite. Le forze governative hanno fatto un ulteriore avanzamento il 30 luglio, quando espulsero gli insorti da Avdiïvka, vicino all'aeroporto di Donec'k. Le operazioni militari furono sospese il 31 luglio. Questo allo scopo di permettere agli esperti internazionali di esaminare il luogo dello schianto del Malaysia Airlines Flight 17, che si trovava nel rajon di Šachtars'k, dove le battaglie più feroci si svolgevano da pochi giorni. I monitor furono scortati al sito dalle Forze Armate dell'Ucraina. Dopo aver combattuto varie linee di trasmissione mozzate, la città di Luhans'k perse tutti gli accessi alla rete elettrica. Poco carburante rimase ai generatori di potenza di emergenza. Schermaglie minori si verificarono a Vasylivka e a Žovtneve. Nel frattempo, i colloqui tra i secessionisti, la Russia, l'Ucraina, e l'OSCE si svolsero a Minsk. I combattimenti continuarono a Šachtars'k. Un agguato da parte dei ribelli contro le forze governative provocò la morte di dieci soldati, undici dispersi e tredici feriti. Un'offensiva del governo sulla città di Pervomajs'k nell'Oblast' di Luhans'k continuò.
Dopo una serie di sconfitte militari, Igor' Girkin, comandante degli insorti per la DPR, sollecitò l'intervento militare russo, e disse che l'inesperienza di combattimento delle sue forze irregolari, con la difficoltà di reclutamento tra la popolazione locale nell'oblast' di Donec'k aveva causato le battute d'arresto. Si rivolse al presidente russo Vladimir Putin, dicendo che "perdere questa guerra sul territorio che il presidente Vladimir Putin ha nominato personalmente Nuova Russia minaccerebbe il potere del Cremlino e, personalmente, il potere del presidente". Le forze governative circondarono Luhans'k e Donec'k il 3 agosto. Un certo numero di civili furono uccisi in combattimenti in entrambe le città. Luhans'k venne segnalata per essere "virtualmente circondata", con poca energia elettrica o di fornitura d'acqua a disposizione. La situazione nella città di Donec'k era meno terribile, dato che i treni per la Russia erano ancora in funzione, ma la lotta e i bombardamenti non cedevano. Secondo le Forze Armate, i tre quarti del territorio, una volta in possesso degli insorti erano stati riconquistati. Dissero anche che avevano completamente tagliato le linee di rifornimento tra la DPR e la LPR, dopo più di una settimana di combattimenti nel rajon di Šachtars'k.
Dopo una lunga battaglia, le forze armate riconquistarono la città vitale di Jasynuvata il 4 agosto. Almeno cinque soldati sono morti nei combattimenti per catturare la città, che è un nodo ferroviario strategico sulla strada principale tra Donec'k e Luhans'k. I paramilitari dei battaglioni filo-governativi "Azov" e "Šachtars'k" dissero che erano avanzati nella città di Donec'k, e avevano cominciato a "liberarla". Il governo ucraino disse che tutti i civili avrebbero dovuto evacuare da Done'ck, e rilasciarono dichiarazioni chiedendo che le forze della DPR e della LPR contribuiscano alla creazione di "corridoi umanitari" per permettere ai civili a Donec'k, Luhans'k e Horlivka di fuggire. Commentando la situazione a Luhans'k, il sindaco Sergej Kravčenko disse che "come risultato degli attacchi del blocco e dei razzi incessanti, la città è sull'orlo di una catastrofe umanitaria".
Mentre le truppe governative entrarono a Donec'k il 5 agosto, pesanti combattimenti scoppiarono alle 17:00 nel distretto Petrivskij della città. Altrove, insorti riconquistarono la città di Jasynuvata dopo un ritiro dalle forze governative. Un portavoce del Consiglio di sicurezza e di difesa nazionale dell'Ucraina disse che le Forze Armate hanno lasciato la città per evitare di danneggiare la "popolazione pacifica", e che la città era stata evacuata in modo che potesse essere "completamente liberata". Egli disse anche che la stazione ferroviaria rimase sotto il controllo del governo, e che tutto il traffico ferroviario era stato bloccato. I combattimenti tra ribelli e forze governative in tutta la regione del Donbass continuarono "costantemente" nel corso della giornata.
Combattimenti e bombardamenti continuarono intorno a Donec'k l'8 agosto, con diversi civili uccisi o feriti. Il 9 agosto il comandante degli insorti Igor' Girkin disse che Donec'k era stata "completamente circondata" dalle forze governative. A questo seguì la conquista della vitale città di Krasnyi Luch da parte del governo, dopo che i cosacchi ribelli di stanza lì fuggirono. Ulteriori scontri tra insorti e le forze armate si svolsero a Mnohopillja, Stepanivka, Hryhorivka, Krasnyj Jar, Pobeda, Šyškove, Komyšne, Novohannivka, Krasna Talivka, Dmytrivka, Sabivka, e nell'aeroporto di Luhans'k. Durante la notte del 10 agosto le forze governative lanciarono uno sbarramento di artiglieria sulla città di Donec'k, causando "danni enormi" su di essa. Secondo un portavoce delle Forze Armate, gli insorti cominciarono a fuggire dalla città attraverso il confine, ed erano in uno stato di "panico e caos". Gli ospedali e gli edifici residenziali furono gravemente danneggiati, e molti residenti rimasti si rifugiarono nelle cantine. Le città di Pervomajs'k, Kalynove, Komyšuvacha, nella parte occidentale dell'Oblast' di Luhans'k vicino Popasna, vennero conquistate dalle forze governative il 12 agosto, dopo pesanti combattimenti. Il pesante bombardamento di Donec'k continuò fino al 14 agosto. Durante questo sbarramento di artiglieria, Igor' Girkin si è dimesso dal suo incarico di comandante delle forze ribelli della Repubblica Popolare di Doneck. Egli fu sostituito da Vladimir Kononov, che è conosciuto con il nome di battaglia "Zar".
Nel corso della giornata, un convoglio di circa due dozzine di corazzati da trasporto truppa e altri veicoli con targhe militari russe ufficiali entrarono in Ucraina, vicino al valico di frontiera d'Izvaryne controllato dagli insorti. Il segretario generale della Nato Anders Fogh Rasmussen ha confermato che un'"incursione russa" si stava verificando in Ucraina. Il presidente ucraino Petro Porošenko disse che l'artiglieria ucraina venne impegnata e distrusse una "parte significativa" della colonna corazzata. Il ministero della Difesa della Russia ha negato l'esistenza di un tale convoglio. In seguito a questo incidente, il primo ministro appena nominato della DPR Aleksandr Zacharčenko disse che le sue forze includevano 1 200 combattenti russi addestrati.
Un jet da combattimento Mig-29 dell'aeronautica ucraina venne abbattuto dagli insorti nell'oblast' di Luhans'k il 17 agosto. Dieci civili sono stati uccisi durante il bombardamento continuo a Donec'k. La città occupata dagli insorti di Horlivka fu circondata dalle forze armate il 18 agosto. Le forze governative avanzarono anche ai confini della città di Luhans'k. Un convoglio di rifugiati provenienti da Luhans'k venne colpito da razzi Grad vicino al villaggio di Novosvitlivka. Decine di civili morirono nell'attacco, che il Consiglio di sicurezza e di difesa nazionale dell'Ucraina fa ricadere sui ribelli. I ribelli hanno negato di aver attaccato eventuali convogli di profughi. Il premier della DPR Aleksandr Zacharčenko ha dichiarato che se il governo ucraino avesse fatto "proposte ragionevoli per deporre le armi, chiudere le frontiere, parleremo a parità di condizioni come partner alla pari". Ha aggiunto, tuttavia, che il governo "ci deve riconoscere come uno stato, dato che ora è già possibile richiedere un certo grado di autonomia".
Dopo essere entrati nella città di Luhans'k il 18 agosto, le forze governative cominciarono ad avanzare attraverso il "blocco per blocco" della città il 19 agosto. Il combattimento fu sentito nelle strade in tutta la città, e il bombardamento di molti distretti occupati dai ribelli continuò. Ci furono combattimenti anche a Makiïvka e a Ilovajs'k, due città appena fuori della città di Donec'k. Un portavoce del ministero degli Interni ha detto che le forze governative avevano "liberato" Ilovajs'k dagli insorti, e poi catturato gran parte della città. Anche la sede della RPD nella città di Donec'k venne bombardata. I combattimenti in tutta l'oblast' di Donec'k il 19 agosto hanno provocato la morte di 34 civili. Nella prima serata del 20 agosto, le forze governative dichiararono di aver ripreso "parti significative" della città di Luhans'k, dopo una serie di battaglie in esecuzione nelle strade per tutto il giorno.

### Controffensiva di agosto delle forze pro-russe
Entro il 25 agosto, la contro-offensiva degli insorti aveva bloccato l'offensiva del governo sulle città di Donec'k e di Luhans'k. Gli insorti attaccarono le posizioni del governo a Ščastja e lungo il fiume Severs'kyj Donec nell'Oblast' di Luhans'k. Nello stesso periodo gli insorti a Luhans'k ricevettero rinforzi. Le forze governative vicino a Ilovajs'k e Amvrosiïvka nell'Oblast' di Donec'k vennero circondate dai ribelli, dopo che il loro tentativo di prendere Ilovajs'k venne arrestato da pesanti bombardamenti. Il filo-governativo Battaglione Volontari del Donbass, intrappolato in città per giorni dagli insorti, accusò il governo ucraino e le forze armate di "averli abbandonati". Altri battaglioni di volontari, come ad esempio l'Azov e il Dnipro, lasciarono Ilovajs'k dopo aver incontrato resistenza pesante. Il Leader del Battaglione del Donbass Semën Semenčenko dichiarò: "Penso che sia vantaggioso per il ministero della Difesa non inviare aiuti, in modo da raggiungere una situazione in cui i battaglioni di volontari inizino ad accusarsi a vicenda su chi ha aiutato chi".
Le forze della DPR dichiararono la loro intenzione di "aprirsi la strada combattendo verso il Mar d'Azov" il 23 agosto. In linea con questa affermazione, uno sbarramento d'artiglieria piovve sulla città costiera di Novoazovs'k, nel sud dell'Oblast' di Donec'k. Una colonna di veicoli blindati entrò in Ucraina dalla Russia vicino a Novoazovs'k il 25 agosto. Non ci furono formazioni di insorti entro 30 chilometri di questa zona per molte settimane. Pesanti combattimenti ebbero luogo nel villaggio di Markyne, 7 chilometri da Novoazovs'k. I ribelli usarono il villaggio per bombardare Novoazovs'k. Un portavoce del Consiglio di sicurezza e di difesa nazionale dell'Ucraina ha detto che l'ingresso della colonna in Ucraina è stato un tentativo "da parte dei militari russi in veste di combattenti del Donbass di aprire una nuova area di confronto militare ". Secondo il sito web della città di Mariupol', i battaglioni Dnipro e Donbass respinsero l'attacco, e gli invasori si ritirarono verso il confine. Il ministro degli Esteri russo Sergej Viktorovič Lavrov ha detto che non era a conoscenza dell'incidente, e ha suggerito che i rapporti dell'incidente su un'incursione da parte delle forze russe erano disinformazione. Direttamente prima della comparsa della colonna, l'area era stata pesantemente bombardata. Le più vicine posizioni di artiglieria degli insorti erano oltre la portata di questo settore.
Gli abitanti dei villaggi da Koloskyj nel rajon di Starobeševe dissero a Reuters che uomini militari con accenti russi e senza insegne identificative erano apparsi in paese durante il fine settimana tra il 23 e il 24 agosto. Essi sistemarono un posto di blocco nei pressi del villaggio. Gli uomini indossavano bracciali distintivi bianchi. Gli abitanti del villaggio li chiamavano "uomini educati verdi", un termine che era usato per riferirsi alle forze russe prive di insegne che presero il controllo della Crimea dal febbraio del 2014. A seguito della comparsa di questi uomini, dieci soldati in uniformi militari verdi con bracciali bianchi furono arrestati dalle forze ucraine a Dzerkal'ne. Questo villaggio si trova a nord di Novoazovs'k, 7 chilometri da Koloskyj, e circa 20 chilometri dal confine russo. L'esercito russo ha confermato che questi uomini erano paracadutisti russi, e che erano stati catturati. Il ministero della Difesa della Russia ha detto che gli uomini erano entrati in Ucraina "per errore durante un esercizio". Il servizio di sicurezza dell'Ucraina (SBU) ha pubblicato dei video che dissero essere interviste con i soldati russi prigionieri. In uno dei video, un soldato disse che i loro comandanti li avevano mandati a marciare per 70 chilometri "senza spiegarne lo scopo o avvertendoli che sarebbero entrati in territorio ucraino", dove vennero fermati dalle forze ucraine e si arresero senza combattere.
I ribelli fecero pressione su Novoazovs'kil 27 agosto. Mentre il governo ucraino disse che era in "controllo totale" di Novoazovs'k, il sindaco della città Oleg Sidorkin confermò che i ribelli l'avevano conquistata. Egli disse anche che decine di carri armati e veicoli blindati erano stati usati dagli insorti nell'assalto alla città. Almeno quattro civili sono stati feriti dai bombardamenti degli insorti. A nord, vicino a Starobeševe, le forze ucraine dissero di aver avvistato una colonna di 100 veicoli blindati, carri armati e lanciarazzi Grad che si stava dirigendo a sud, verso Novoazovs'k. Dissero questi veicoli erano segnati con "cerchi bianchi o triangoli", simili ai bracciali bianchi visti sui paracadutisti russi catturati all'inizio della settimana. In seguito alla pressione creata da questo nuovo terzo fronte, le forze governative si ritirarono ad ovest verso Mariupol'. Evacuarono la città di Starobeševe, tra le altre zone nel tratto di confine di 75 chilometri dal Mare di Azov ai territori esistenti tenuti dai ribelli. Un rapporto del New York Times ha descritto i soldati in ritirata come "esausti, sporchi e sgomenti". Funzionari occidentali descrissero le nuove azioni ribelli come "un'invasione stealth" da parte della Federazione russa, i cui carri armati, artiglieria e fanteria sarebbero entrati in Ucraina dal territorio russo. Il portavoce del Dipartimento di Stato Jen Psaki disse che "queste incursioni indicano una controffensiva diretta dai russi probabilmente in corso", e il presidente ucraino Petro Porošenko disse che "l'invasione delle forze russe ha avuto luogo". Una dichiarazione dal Consiglio di sicurezza e di difesa nazionale dell'Ucraina (NSDC) poi disse che Novoazovs'k era stata conquistata da truppe russe, nonostante le smentite precedenti da parte del governo ucraino. Secondo il NSDC, le truppe ucraine si ritirarono da Novoazovs'k per salvare vite umane, e dovettero invece preparare le difese a Mariupol'. Nel frattempo, la battaglia continuava dentro e intorno alla città di Donec'k. Bombardamenti caddero sul quartiere Kalininskij di Donec'k, e il Battaglione del Donbass continuò a combattere contro gli insorti che l'avevano intrappolato a Ilovajs'k per giorni. Il comandante della NATO Briga. Gen. Nico Tak ha detto il 28 agosto che ben oltre 1 000 soldati russi operavano nella zona del conflitto nel Donbass. In mezzo a quello che il New York Times ha definito caos nella zona del conflitto, gli insorti riconquistarono Savur-Mohyla.
Nonostante questi progressi da parte delle forze filo-russe, la Guardia nazionale ucraina riprese temporaneamente la città di Komsomols'ke e il rajon di Starobeševe nell'Oblast' di Donec'k il 29 agosto. Tuttavia, due giorni dopo, le forze ucraine si ritirarono dalla città, e Komsomols'ke venne ripresa ancora una volta dalle forze della DPR. Altrove, le forze ucraine si ritirarono da Novosvitlivka dopo essere stati attaccati da quelli che dissero essere carri armati russi. Il governo ucraino dichiarò che ogni casa nel villaggio era stata distrutta. Il Battaglione del Donbass si ritirò da Ilovajs'k il 30 agosto dopo aver negoziato un accordo con le forze filo-russe. Secondo alcuni dei soldati che si sono ritirati da Ilovajs'k, le forze della DPR violarono l'accordo e aprirono il fuoco sui soldati in ritirata sotto bandiera bianca, uccidendone diverse decine.
Una motovedetta ucraina nel Mar d'Azov è stata colpita dal fuoco di artiglieria costiera il 31 agosto. Otto marinai furono salvati dalla barca che affondava, mentre due membri dell'equipaggio vennero dati per dispersi. L'ex comandante dei ribelli Igor' Girkin disse che gli insorti hanno "inflitto al nemico la loro prima sconfitta navale". Le forze governative si ritirarono dall'Aeroporto Internazionale di Luhans'k il 1º settembre, pur avendo difeso l'aeroporto dagli attacchi dei ribelli nelle settimane precedenti. L'aeroporto vide aspri combattimenti la notte prima del ritiro, e funzionari ucraini dissero che le loro forze presso l'aeroporto erano state attaccate da una colonna di carri armati russi. Gli scontri continuarono all'aeroporto Internazionale di Donec'k, che verrà pienamente occupato dalle forze della DPR (con l'ausilio di forze russe senza insegne) solo a fine gennaio 2015, dopo mesi di aspri combattimenti metro per metro. Pesanti combattimenti vennero osservati da osservatori dell'OSCE vicino ai villaggi di Šyrokyne e Bezimenne il 4 settembre. Rispettivamente, questi villaggi sono a 24 km e 34 chilometri est di Mariupol'. Funzionari ucraini di Mariupol' dissero che la situazione "sta peggiorando di ora in ora", e che c'era un pericolo imminente di un attacco alla città. Le forze della DPR arrivarono in un raggio di 5 chilometri dalla città il 4 settembre, ma la loro avanzata fu respinta da un contrattacco notturno lanciato dalle Forze Armate e dal Battaglione Azov. Essi furono respinti circa 20 chilometri a est della città. Bombardamenti costanti vennero sentiti nella periferia di Mariupol'.

### Tregua di settembre
Dopo giorni di colloqui di pace a Minsk sotto gli auspici dell'Organizzazione per la Sicurezza e la Cooperazione in Europa (OSCE), l'Ucraina, la Russia, la DPR, e la LPR hanno concordato una tregua il 5 settembre. Gli osservatori dell'OSCE hanno detto che avrebbero osservato il cessate il fuoco, e assistito il governo ucraino nella sua attuazione. Secondo il New York Times, l'accordo è una replica "quasi testuale" del "piano di pace quindici punti" fallito in giugno del presidente ucraino Petro Porošenko. Si è convenuto che ci sarebbe stato uno scambio di tutti i prigionieri presi da entrambe le parti, e che le armi pesanti devono essere rimosse dalla zona di combattimento. I corridoi umanitari sono destinati a essere mantenuti, in modo che i civili possano lasciare le zone colpite. Il presidente Porošenko ha detto che alle Oblast' di Donec'k e di Luhans'k sarebbe stata concessa maggiore autonomia, e che l'uso della lingua russa in queste aree sarebbe stata protetta dalla legge. I leader della DPR e della LPR hanno confermato la loro volontà di ottenere una piena indipendenza dall'Ucraina nonostante queste concessioni. Il presidente russo Vladimir Putin e il presidente ucraino Porošenko hanno discusso il cessate il fuoco il 6 settembre. Entrambe le parti hanno detto di essere soddisfatte per il cessate il fuoco, e che questo era generalmente rispettato.
Il cessate il fuoco è stato rotto più volte nella notte del 6-7 settembre e nella giornata del 7 settembre. Bombardamenti pesanti degli insorti sono stati segnalati nella periferia orientale di Mariupol', e gli osservatori dell'OSCE hanno detto che il governo ucraino aveva sparato razzi dall'aeroporto Internazionale di Donec'k. Nonostante questo, gli osservatori dell'OSCE hanno detto che queste violazioni dell'accordo non avrebbero causato il termine della tregua.
Il 29 settembre 2015, in occasione del 70º anniversario della fondazione delle Nazioni Unite Vladimir Putin è intervenuto in Assemblea generale con un discorso nel quale illustrava il punto di vista della Russia nelle varie questioni mondiali aperte, compresa la Guerra del Donbass.

#### Scontri successivi
Presso Debal'ceve che si svolse uno scontro armato tra il 14 gennaio fino al 18 febbraio 2015, quando le forze ucraine proclamano la ritirata. Il leader della Repubblica Popolare di Doneck, Denis Pušilin, dichiarò che nel corso della battaglia circa 3 000 soldati ucraini sono stati uccisi. Il governo ucraino dichiarò invece 267 dei propri soldati uccisi, 112 prigionieri, e 81 dispersi.. Nelle mani dei ribelli finisce un significativo quantitativo di armi pesanti abbandonate dall'esercito ucraino in fuga.

### L'invasione russa dell'Ucraina
A Stanycja Luhans'ka viene bombardata una scuola nella zona sotto il controllo ucraino. Stando alle fonti, i gruppi secessionisti identificano i militari ucraini come gli autori materiali dell'attentato, mentre Kiev muove accuse verso le frange frazioniste. Inoltre, gli osservatori esterni hanno vagliato anche l'ipotesi di un'operazione di false flag da parte del Cremlino. Per l'OSCE è l'inizio di un secondo scontro tra le due nazioni. Dal 18 febbraio è in atto l'evacuazione dei cittadini dalle città secessioniste, dei quali circa 35 000 hanno già lasciato Lugansk.
Il 21 febbraio 2022 la Federazione Russa ha dichiarato che un gruppo di sabotaggio ucraino è entrato in territorio russo, dichiarando che le forze armate russe hanno neutralizzato i militari ucraini. Successivamente dopo un incontro fra Putin e membri del gabinetto russo è stato deciso il riconoscimento delle repubbliche secessioniste di Donetsk e Luhansk: in un lungo discorso alla nazione il presidente Vladimir Putin ha confermato tale decisione, firmando il documento in diretta nazionale, accusando il governo di Kiev di sviluppare armi nucleari e di star progettando un'offensiva in Crimea, dichiarando anche che l'Ucraina non è un Paese indipendente, ma parte della storia e della sovranità russa, definendola Creazione di Lenin. La stessa notte il presidente Vladimir Putin ha ordinato l’entrata delle forze russe nelle regioni secessioniste.

## Crimini di guerra

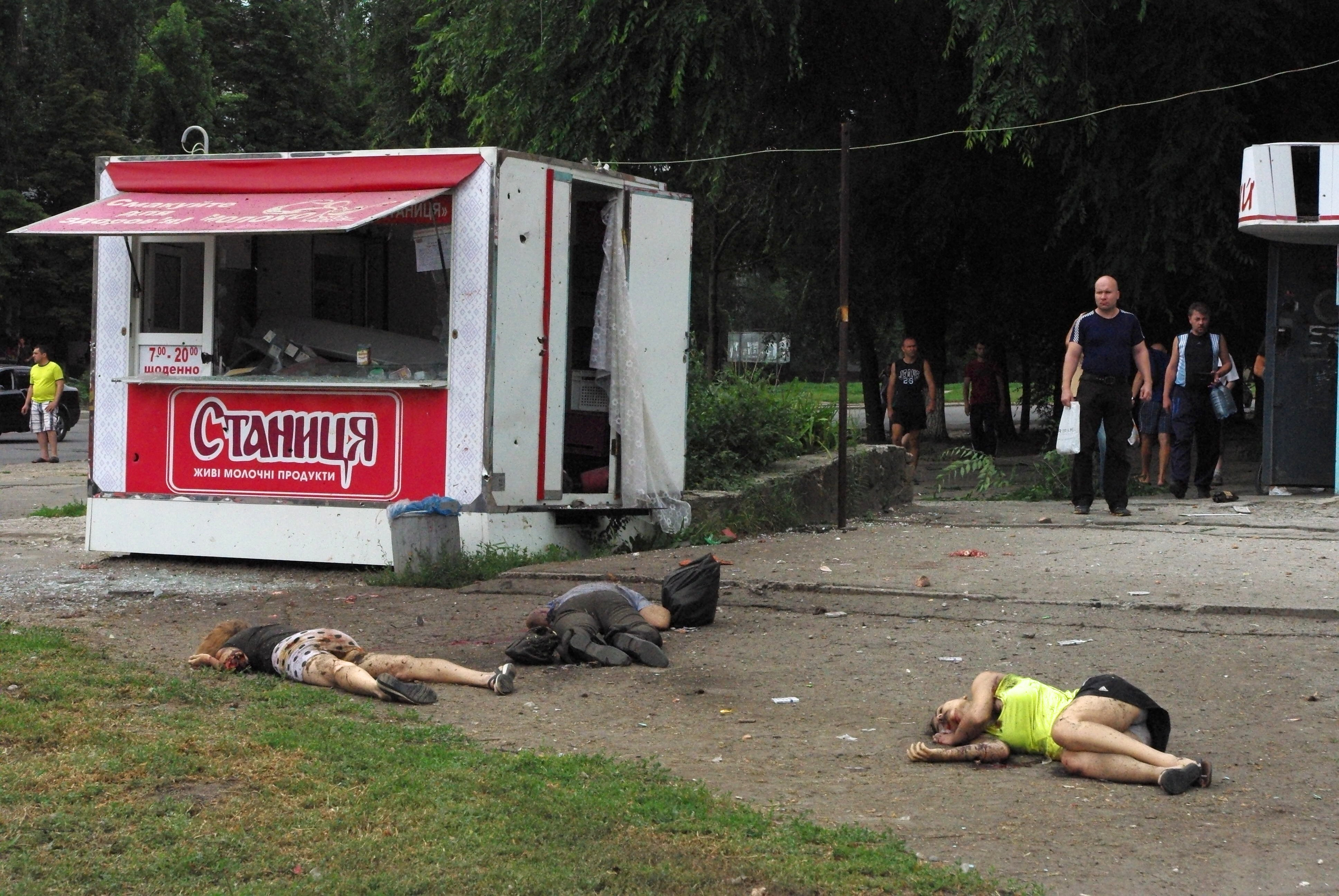
Luhans'k, 18 giugno 2014

Le Nazioni Unite hanno osservato un "allarmante deterioramento" dei diritti umani nel territorio detenuto dagli insorti affiliati con la Repubblica Popolare di Doneck e la Repubblica Popolare di Lugansk. Le Nazioni Unite hanno segnalato una crescente illegalità nella regione, documentando casi di uccisioni mirate, torture e rapimenti, effettuati principalmente dalle forze della Repubblica Popolare di Doneck. L'ONU inoltre ha riferito di minacce, attacchi e rapimenti verso giornalisti e osservatori internazionali, nonché di pestaggi e attacchi ai sostenitori dell'unità ucraina.
Un rapporto di Human Rights Watch ha detto che "le forze anti-Kiev in Ucraina orientale rapiscono, attaccano, e molestano le persone sospettate di sostenere il governo ucraino o considerate indesiderabili [...] gli insorti anti-Kiev stanno utilizzando pestaggi e sequestri per inviare il messaggio che chi non li supporta farebbe meglio a tacere o ad andarsene ". Human Rights Watch e Amnesty International, congiuntamente, hanno documentato anche casi di percosse e rapimenti dei residenti locali da parte delle truppe ucraine, come la milizia di Oleh Ljaško e il battaglione di difesa territoriale Aidar.

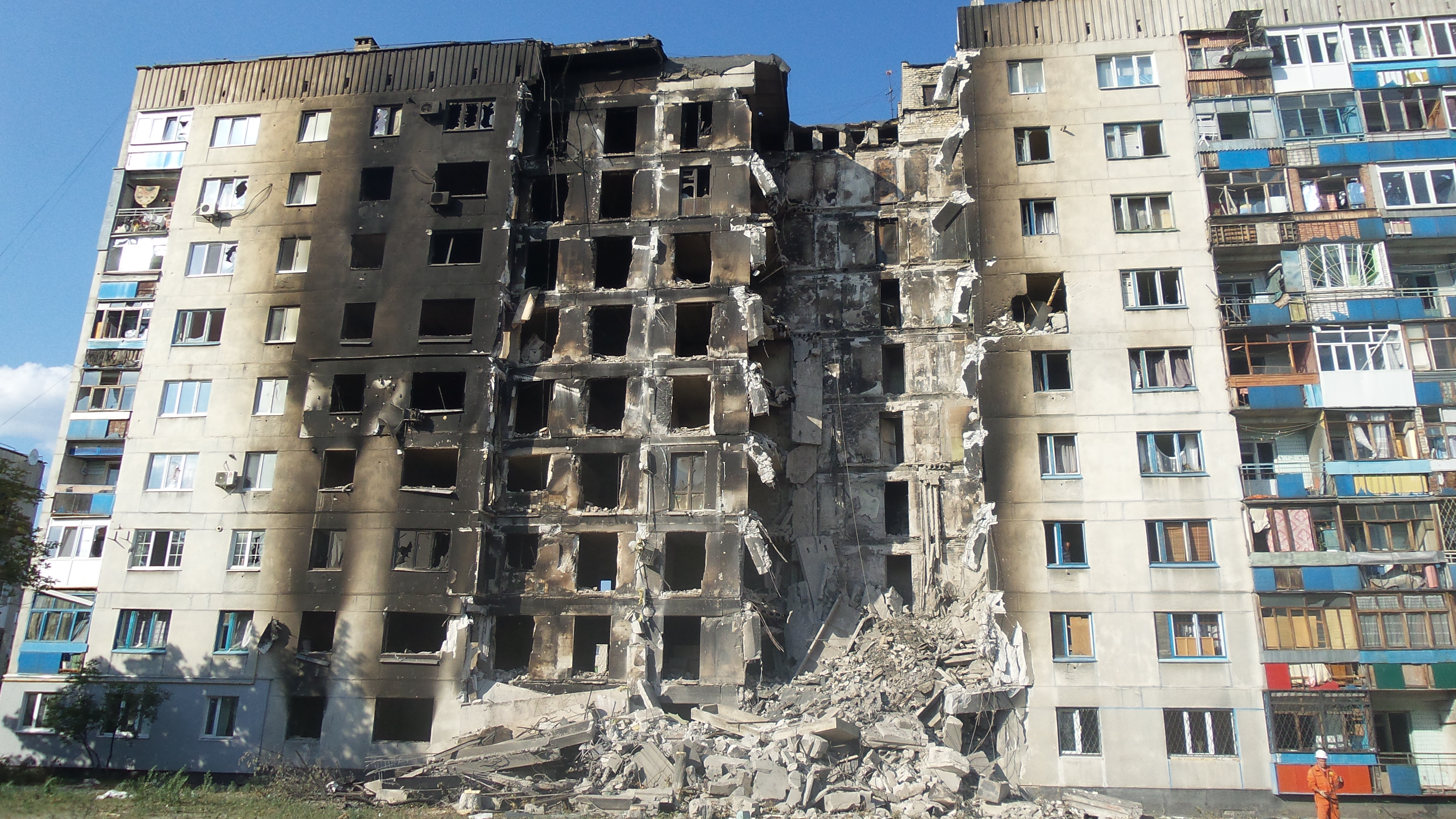
Lysyčans'k, 4 agosto 2014

I sequestri extragiudiziali, i maltrattamenti e le minacce perpetrate dalla milizia di Oleh Ljaško (deputato e leader del Partito Radicale Ucraino) ai danni di alcuni funzionari indipendentisti, erano state filmate e pubblicate dallo stesso Oleh Ljaško nel suo sito internet, e pertanto sono state definite violazioni flagranti delle norme giuridiche internazionali e Amnesty ha chiesto al governo ucraino di fermare le sue azioni paramilitari nel Donbass.
Uno dei primi casi documentati di tortura dei prigionieri di guerra in Ucraina è stato l'incidente avvenuto il 7 ottobre 2014 nella città di Zugres (Oblast' di Donec'k), quando 53 anni -Il vecchio ucraino Ihor Kozhoma, che ha cercato di portare sua moglie fuori dai territori occupati, è stato torturato pubblicamente per diverse ore da russi e separatisti locali. Un caso simile è accaduto con una residente della regione di Donec'k, Iryna Dovgan (civile), che è stata torturata pubblicamente per la sua posizione filo-ucraina.
Nell'ottobre 2014, Human Rights Watch (HRW) denuncia l'impiego da parte dell'esercito ucraino di bombe a grappolo nelle aree popolate sotto il controllo dei separatisti. Pochi giorni prima un membro del Comitato internazionale della Croce Rossa era stato ucciso a Donetsk in un attacco a Donetsk con bombe a grappolo. Mark Hiznay, di HRW ha dichiarato che: "Le autorità ucraine dovrebbero impegnarsi immediatamente a non utilizzare munizioni a grappolo e aderire al trattato per vietarle". Il governo ucraino non ha risposto alle sollecitazioni di HRW né al movimento internazionale "Cluster Munition Coalition", che si batte contro l'uso, la produzione, lo stoccaggio e il trasferimento delle bombe a grappolo.
In una relazione di Human Rights Watch, questa organizzazione ha accusato le forze governative, le milizie filo-governative e i ribelli dell'uso indiscriminato di razzi non guidati in aree popolate, causando la morte di un numero significativo di civili. Questa organizzazione dedicata alla difesa dei diritti umani ha sottolineato in questa relazione che l'uso indiscriminato di razzi in aree popolate viola il diritto internazionale umanitario o le leggi di guerra, e può costituire crimine di guerra.
Nel 2016, HRW denunciava le nuove leggi della censura e del controllo governativo su Internet che imponevano a tutti gli operatori di telecomunicazioni di conservare i dati degli utenti per almeno sei mesi a disposizione della pubblica autorità, oltre all'obbligo per i fornitori di servizi di e-mail, le reti social media e i motori di ricerca di conservare i dati personali degli utenti all'interno di server fisicamente localizzati in Russia.
Un secondo rapporto dell'Alto commissariato delle Nazioni Unite per i diritti umani pubblicato nel luglio 2014 ha sostenuto che sulla base di "stime prudenti", almeno 1 129 civili sono stati uccisi dalla metà di aprile dello stesso anno, durante i combattimenti, e almeno 3 442 sono stati feriti. Inoltre, la relazione ha rilevato che sono stati causati almeno 750 000 dollari di danni per immobili e infrastrutture nelle oblast' di Donec'k e Luhans'k.
Nel 2014 il governo ucraino ha sospeso l'erogazione delle pensioni nelle regioni del Donbas sotto il controllo dei separatisti, ciò ha provocando disagi nella popolazione più debole., richiedendo a costoro di spostarsi nei territori controllati dal governo ucraino, dove registrandosi come sfollati possono ricevere la pensione governativa ucraina Secondo l’Alto commissariato delle Nazioni Unite per i rifugiati la pensione è un diritto acquisito e non può essere connessa allo registrazione di sfollato.
Ai primi di agosto, almeno 730 000 civili erano fuggiti dai combattimenti nel Donbass verso la Russia. Questo numero, molto più grande rispetto alle stime precedenti, è stato fornito dall'Ufficio dell'Alto commissariato delle Nazioni Unite per i rifugiati. Il numero dei profughi interni è salito a 117 000 Con l'inizio di settembre, dopo una brusca escalation nel corso del mese di agosto, il numero di sfollati provenienti dal Donbass all'interno dell'Ucraina è più che raddoppiato a 260 000 Il numero di rifugiati che sono fuggiti dal Donbass alla Russia è salito a 814 000.

## Forze combattenti

### Insorti filo-russi

#### Milizia Popolare del Donbass

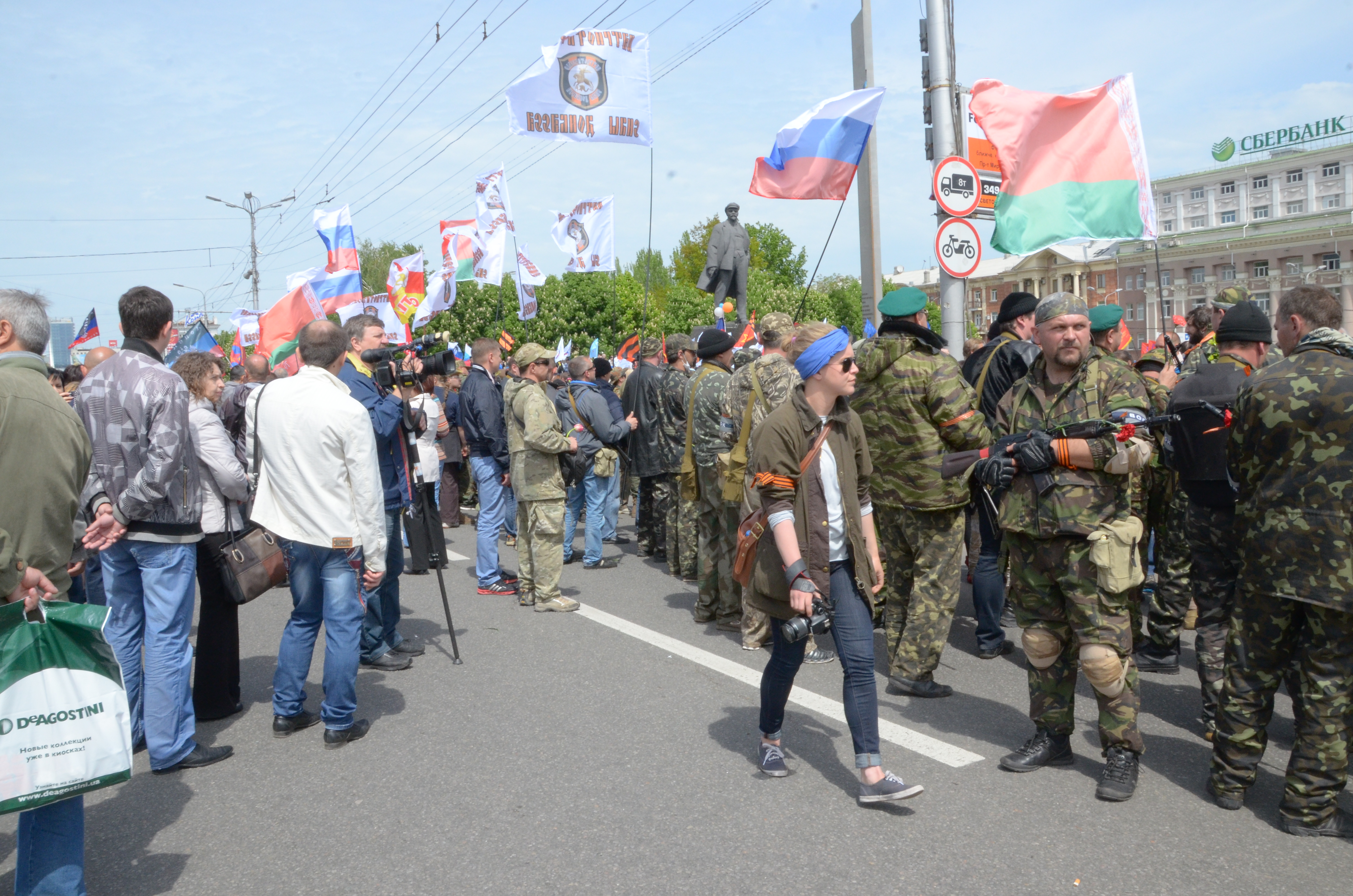
Donec'k, 9 maggio 2014

Igor' Girkin, che comandava la Milizia Popolare del Donbass a Slov"jans'k, ha negato il coinvolgimento russo nella rivolta. Disse che la sua unità venne formata durante la crisi di Crimea, e che i due terzi dei suoi membri erano cittadini ucraini. Girkin ha anche detto che gli insorti di Slov"jans'k avevano accettato di lavorare con la leadership della Repubblica Popolare di Doneck, nonostante qualche conflitto tra gruppi di ribelli. Secondo un portavoce della Repubblica, i militanti che hanno occupato Slov"jans'k erano "un gruppo indipendente [...] che sostengono la protesta di Donec'k ", mentre gli insorti a Slov"jans'k e Kramators'k si sono identificati come membri della Milizia Popolare del Donbass di Pavel Gubarev.
Le forze del Gruppo a Slov"jans'k includono alcuni soldati professionisti tra le loro file, così come veterani in pensione, civili e volontari, mentre quelli a Donec'k hanno confermato d'includere gli ex ufficiali della polizia speciale Berkut. Quando venne chiesto dal Telegraph Sunday da dove provenissero le armi, un veterano dell'invasione sovietica dell'Afghanistan indicò la bandiera russa sventolante sulla stazione di polizia e disse: "Guarda quella bandiera. Voi sapete che paese rappresenta". Un comandante degli insorti a Donec'k, Pavel Paramonov, disse ai giornalisti che proveniva dall'oblast' di Tula in Russia. A Horlivka, la polizia che aveva disertato era comandata da un tenente colonnello dell'esercito russo, in seguito identificato come Igor' Bezler. Il veterano militare sovietico V'jačeslav Ponomarëv, che si è dichiarato sindaco di Slov"jans'k, ha detto di aver fatto appello ai vecchi amici militari a prendere parte nella milizia: "Quando ho chiamato i miei amici, quasi tutti dei quali sono ex militari, sono venuti in nostro soccorso, non solo dalla Russia, ma anche dalla Bielorussia, dal Kazakistan e dalla Moldavia ".
Un ex militante secessionista ha confermato queste storie in un'intervista a Radio Free Europe. Ha detto che i combattenti, tra cui alcune unità cosacche, arrivavano dalla Russia per sostenere i secessionisti. Un'altra intervista con un insorto da San Pietroburgo è stata pubblicata su Gazeta. Egli ha affermato di combattere volontariamente come parte del "Movimento imperialista russo".

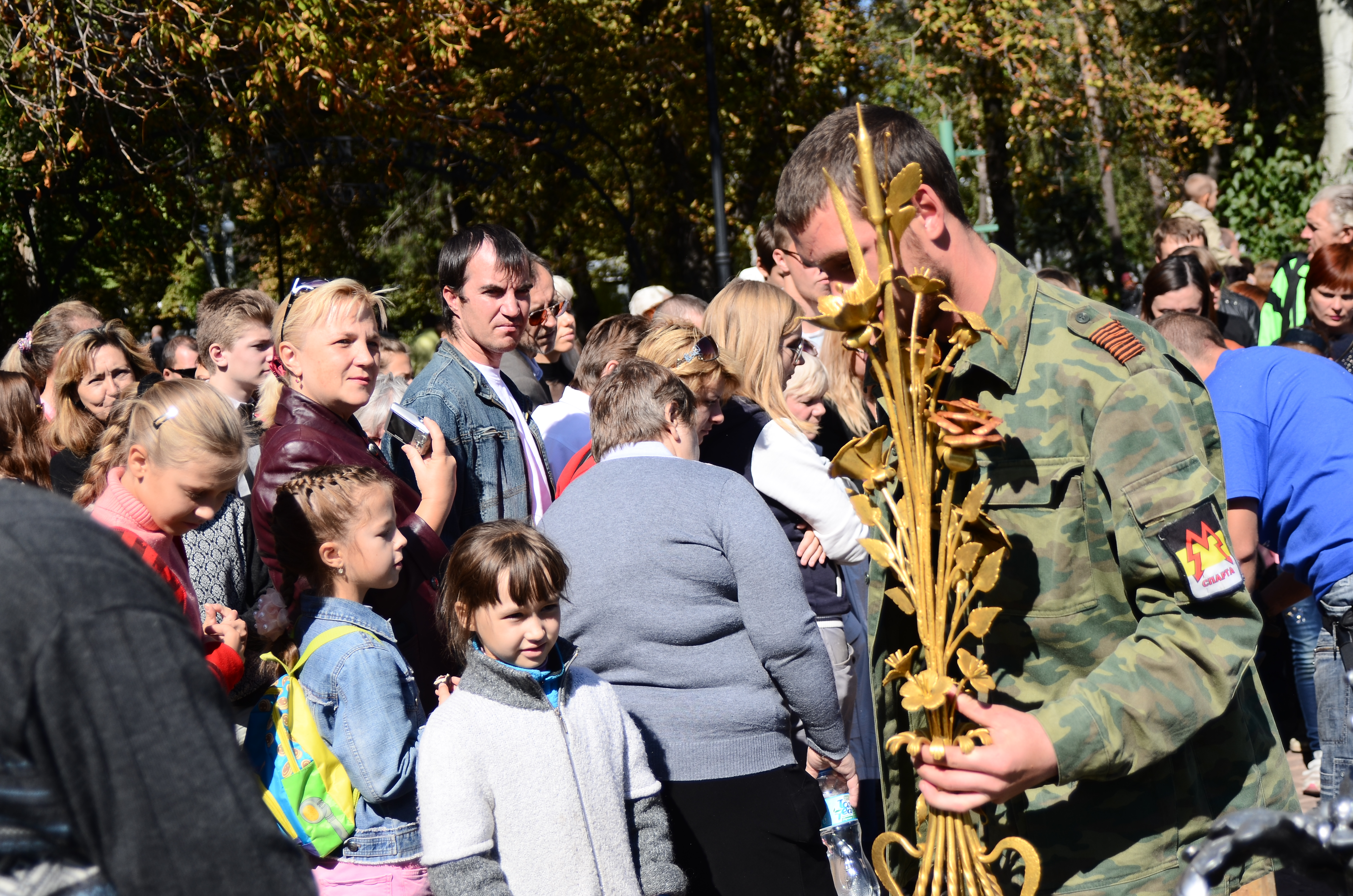
Donec'k, 20 settembre 2014

Alla fine di luglio, il supporto locale per la milizia nella città di Donec'k è stato stimato essere del 70% da un imprenditore locale, intervistato da Die Welt.

#### Armata del Sud-Est
L'Armata del Sud-Est (in russo Армия Юго-Востока?, Armija Jugo-Vostoka) è un gruppo militante filo-russo che ha occupato gli edifici nell'Oblast' di Luhans'k. Secondo The Guardian, il suo personale include ex membri della sciolta polizia speciale Berkut. Essi sono affiliati con la Repubblica Popolare di Lugansk.

#### Armata Ortodossa Russa
L'Armata Ortodossa Russa (in russo Русская православная армия?, Russkaja pravoslavnaja Armija) è un gruppo di ribelli filo-russi in Ucraina che venne fondata nel maggio del 2014, come parte della rivolta. Come riferito ha avuto 100 membri, al momento della sua fondazione, compresi i locali e volontari russi. Durante gli scontri cruenti tra i secessionisti e il governo ucraino nel Donbass, la loro appartenenza è salita a 350, e poi 4000. Gli impegni notevoli del ROA includono le schermaglie di giugno 2014 a Mariupol'e il rajon di Amvrosiïvka. La sede dell'AOR è situato nella sede occupata del Servizio di Sicurezza dell'Ucraina (SBU) nella città di Donec'k. Essi giurarono fedeltà a Igor' Girkin, insorto e ministro della difesa della auto-proclamata Repubblica Popolare di Doneck. Secondo il Ministero della Difesa dell'Ucraina, l'AOR è in conflitto con un'altra milizia filo-russa, il battaglione Vostok, che ha accusato l'AOR di saccheggi, ed evita di combatterci assieme.

#### Battaglione Vostok
Il battaglione Vostok (in russo: Батальон Восток, ucraino: Батальйон Схід; let."Battaglione Est") venne costituito all'inizio di maggio 2014. È comandato da Aleksandr Chodakovskij, un disertore dal Servizio di sicurezza dell'Ucraina (SBU). Chodakovskij è il capo del servizio di sicurezza della DPR, e delle forze patriottiche del Donbass, un battaglione insorto.
Secondo testimonianze, il Vostok include membri del battaglione Vostok originale, un'unità di forze speciali della direzione dell'intelligence russa (GRU), che ha partecipato alla seconda guerra cecena e alla guerra russo-georgiana. Il battaglione originale venne costituito nel 2009 in un ministero della difesa come unità di riserva che si basa in Cecenia. Chodakovskij ha detto che aveva circa 1 000 uomini a sua disposizione, e che più "volontari" con esperienza nel settore della sicurezza russa sono stati tenuti a unirsi al battaglione. Un rapporto di Radio Free Europe ha detto che ci sono stati sospetti che il battaglione sia stato creato direttamente dal GRU, o che è stato almeno autorizzato da esso. Il battaglione include combattenti sia dalla Russia sia dall'Ucraina. Un rapporto della BBC News ha detto che il battaglione era composto in gran parte di gente del posto non addestrata dall'Ucraina orientale, con un'infarinatura di volontari russi. Un certo numero di insorti del Vostok sono stati uccisi nella battaglia dell'aeroporto di Donec'k. Trenta corpi sono stati rimpatriati in Russia dopo i combattimenti. Alcuni membri hanno detto che hanno ricevuto stipendi di 100 dollari a settimana, anche se sostenevano di essere solo volontari.

#### Cosacchi
Alcuni volontari cosacchi anticonformisti, in particolare i cosacchi del Don che vivono su entrambi i lati del confine, partecipano alla guerra, insieme ad alcuni sedicenti gruppi neo-cosacchi. Molti di questi cosacchi hanno formato un'unità paramilitare denominata 'Terek Sotnja Lupi', un riferimento a un distaccamento di cosacchi bianchi emigrati che combatté contro l'Unione Sovietica durante la seconda guerra mondiale. Combattenti di spicco includono Aleksandr "Boogeyman" Možaev (un veterano militare russo di Belorečensk) e il comandante dell'unità, Evgenij Ponomarëv.
Anche se alle unità cosacche è stato vietato di attraversare il confine russo in Ucraina in massa, le accuse sono state che la Russia tacitamente supporta i singoli combattenti ad attraversare il confine con l'Ucraina. I cosacchi, tra cui non mancano i monarchici, sostengono che è la loro fede nella fratellanza cosacca, l'imperialismo russo, e la Chiesa ortodossa russa, che li ha spinti a prendere parte alla rivolta, con l'obiettivo di conquistare ciò che essi percepiscono come "terre storicamente russe". Il 20 maggio, Možaev ha pubblicato un video rivolgendosi a Vladimir Putin per aprire un corridoio di terra con la Russia per consentire rinforzi in quella che ha definito una "guerra sacra". Možaev inoltre ha affermato che alcune delle opinioni più estreme dei cosacchi includono distruggere "i massoni ebrei", che essi sostengono "fomentano il disordine in tutto il mondo" e "causando sofferenza a noi, la gente comune cristiano-ortodossa". Il 25 maggio, il SBU ha arrestato tredici cosacchi russi a Luhans'k.

#### Gruppi armati del Caucaso e dell'Asia centrale
Il ministero degli Esteri d'Ucraina ha detto che la presenza di soldati stranieri è pari a un'"aggressione palese" dalla Russia, e "l'esportazione del terrorismo russo per il nostro paese". "Ci sono motivi per affermare che i terroristi russi incanalati al territorio dell'Ucraina vengano organizzati e finanziati attraverso il controllo diretto del Cremlino e delle forze speciali russe", ha detto il ministero. A oggi, le relazioni e le interviste hanno dimostrato la presenza di ceceni, osseti, tagichi, armeni e varie forze paramilitari russe che operano in Ucraina.

#### Paramilitari ceceni
Paramilitari ceceni sono stati avvistati a Slov"jans'k il 5 maggio 2014. Il presidente ceceno Ramzan Kadyrov ha minacciato il 7 maggio che avrebbe inviato decine di migliaia di ceceni "volontari" per l'Ucraina meridionale ed orientale se la "giunta" a Kiev avesse continuato la sua "operazione punitiva". È stato riferito che Kadyrov è impegnato in una campagna di reclutamento aggressivo in Cecenia per questa operazione, e che ci sono stati centri di reclutamento per essa a Groznyj, Ačchoy-Martan, Znamenskoe, e Gudermes". Kavkazcenter, il sito ufficiale della guerriglia islamica del Caucaso del Nord, ha riferito che le autorità cecene avevano aperto uffici di reclutamento per i volontari che desideravano combattere in Ucraina, tali uffici sono stati improvvisamente chiusi.
Cinque camion hanno attraversato la frontiera tra Ucraina e Russia trasportando i militanti a bordo il 24 maggio, con alcuni rapporti che suggeriscono che tra i militanti ceceni ci fossero soldati veterani. Il giorno seguente, il battaglione Vostok arrivò a Donec'k in un convoglio di otto camion, ognuno riempito con venti soldati. Molti dei soldati sembravano ceceni, parlavano la lingua cecena, e dicevano di essere dalla Cecenia. Due ribelli hanno detto ai giornalisti della CNN che questi erano volontari ceceni.
Ramzan Kadyrov ha negato la conoscenza della presenza delle truppe cecene in Ucraina, ma un comandante secessionista in seguito ha confermato che i ceceni e militanti di altre etnie combattevano per la Milizia Popolare di Donec'k. In seguito alla battaglia dell'aeroporto di Donec'k, le autorità locali hanno detto che alcuni militanti feriti erano ceceni provenienti da Groznyj e Gudermes. Un residente di Donec'k ha detto che la presenza di combattenti ceceni ha mostrato "che questa guerra non è pulita. Viene creata artificialmente. Se questa è una rivolta da parte della Repubblica Popolare di Doneck, che cosa stanno facendo gli stranieri qui?"
Militanti ceceni intervistati dal Financial Times e Vice News hanno detto che sono stati coinvolti nel conflitto per ordine del presidente ceceno. Il presidente Kadyrov ha fortemente negato queste relazioni il 1º giugno. Nella sua dichiarazione, ha detto che c'erano "74 000 ceceni disposti ad andare a mettere ordine nel territorio dell'Ucraina", e che non li avrebbe mandati a Donec'k, ma a Kiev.

#### Paramilitari abcasi e osseti
A partire dal 4 maggio 2014, il Partito Ossezia Unita e la filo-russa Unione dei Paracadutisti dell'autoproclamata Repubblica dell'Ossezia del Sud hanno annunciato una campagna di reclutamento destinata a inviare i veterani del conflitto georgiano-osseto a proteggere "la popolazione pacifica del sud-est dell'Ucraina". Alcuni video rilasciati da un gruppo militante osseto indicavano che operavano a Donec'k. Insorti del Donbass intervistati, il 27 maggio hanno ammesso la presenza di sedici combattenti dell'Ossezia operativi intorno a Donec'k almeno due mesi prima. Il capo della Guardia di frontiera ucraina Mykola Lytvyn ha detto che le relazioni dei funzionari indicavano anche la presenza di militanti abcasi. I militanti dell'Ossezia del Nord e del Sud erano espliciti circa la loro presenza nel Donbass nel mese di giugno. Un militante di nome Oleg, appartenente del battaglione Vostok, ha detto ai giornalisti "Nel 2008 stavano uccidendo noi e i russi ci hanno salvati. Sono venuto qui per ripagare il mio debito nei loro confronti".

#### Altri
Ci sono rapporti che volontari provenienti da Francia, Germania, Italia, Polonia, Romania, Serbia, Spagna e Turchia hanno combattuto sul lato degli insorti. Ci sono almeno 100 volontari serbi che combattono dalla parte delle forze pro-russe in Ucraina, di cui 45 membri del movimento cetnico.

### Forze anti-secessioniste

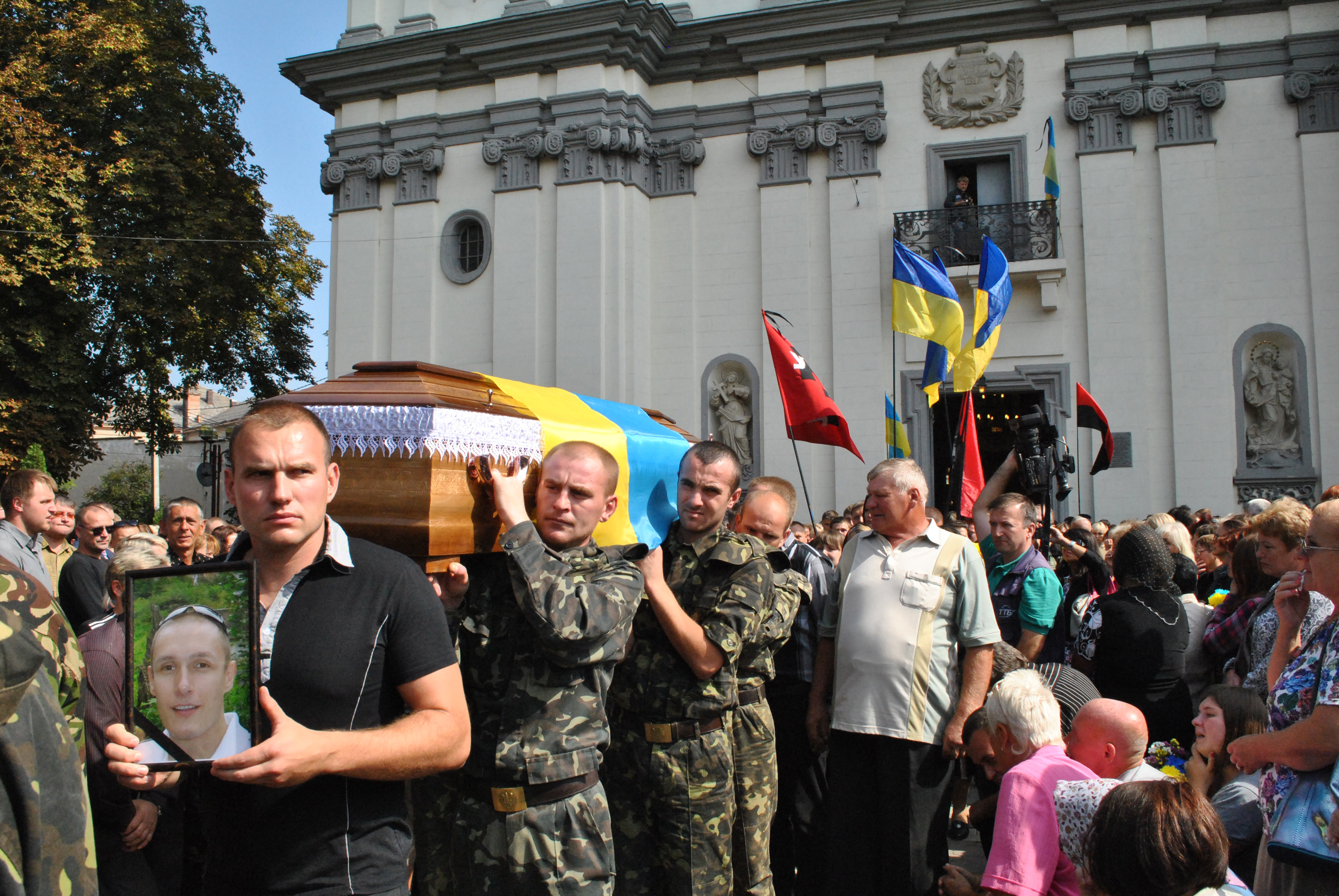
Funerale di un soldato ucraino, 11 settembre 2014

#### Forze armate ucraine
Le FF.AA. sono la principale forza militare dell'Ucraina presente nel Donbass ad assumere un ruolo di primo piano nel contrasto della secessione appoggiata da reparti militari regolari russi sotto copertura.

#### Guardia nazionale
La Guardia nazionale è stata ripristinata il 13 marzo 2014, in mezzo alle crescenti tensioni in Ucraina durante la crisi di Crimea. Si tratta di un componente di riserva delle Forze armate dell'Ucraina, e una forza di fanteria leggera. Questo è in contrasto con la vecchia Guardia nazionale, che era una forza di fanteria meccanizzata.

#### Milizia
La milicija fu la principale forza di polizia in Ucraina dalla caduta dell'URSS fino alla sua ridenominazione –nel 2015– in Polizia nazionale ucraina. Guidata dal ministro degli interni Arsen Avakov tra il 2014 e il 2021, una figura chiave nella conduzione delle operazioni contro-insurrezionali nel Donbass.

#### Paramilitari pro-governativi
Diversi paramilitari pro-ucraini, chiamati "battaglioni di difesa territoriale", sono state formati, e hanno combattuto contro la Milizia Popolare del Donbass e altri gruppi di insorti. Queste forze comprendono il battaglione "Donbass", il battaglione "Azov", il battaglione "Charkiv", e la milizia di Oleh Ljaško.
Dopo aver combattuto i secessionisti nella città di Ščastja nell'Oblast' di Luhans'k il battaglione "Ajdar" l'ha occupata il 9 luglio. Mentre era alle dipendenze del Ministero della difesa, il battaglione ha preso il controllo della città, nello stesso modus operativo dei secessionisti. Un'altra unità paramilitare, il Battaglione Azov, è allineato con il gruppo ultranazionalista di estrema destra Assemblea Social-Nazionale. "Più della metà dei combattenti del battaglione sono di lingua russa dell'Ucraina orientale." Il Ministero degli interni ha smentito che i cittadini stranieri stiano combattendo nel Battaglione Azov, anche se un uomo che si fa chiamare "Mikael Skillt", ha detto a un giornalista della BBC al telefono che era un cecchino svedese in servizio nel battaglione Azov. Secondo il rapporto della BBC, il signor Skillt ha detto che "ci sono solo una manciata di combattenti stranieri nel battaglione Azov e che non vengono pagati". Al-Jazeera ha intervistato un volontario canadese combattente con il battaglione Azov, e ha riferito che "l'ideologia del battaglione è allineata con gli altri gruppi social-nazionalisti di estrema destra e ha attirato volontari delle organizzazioni in Svezia, Italia, Francia, Canada e Russia ".

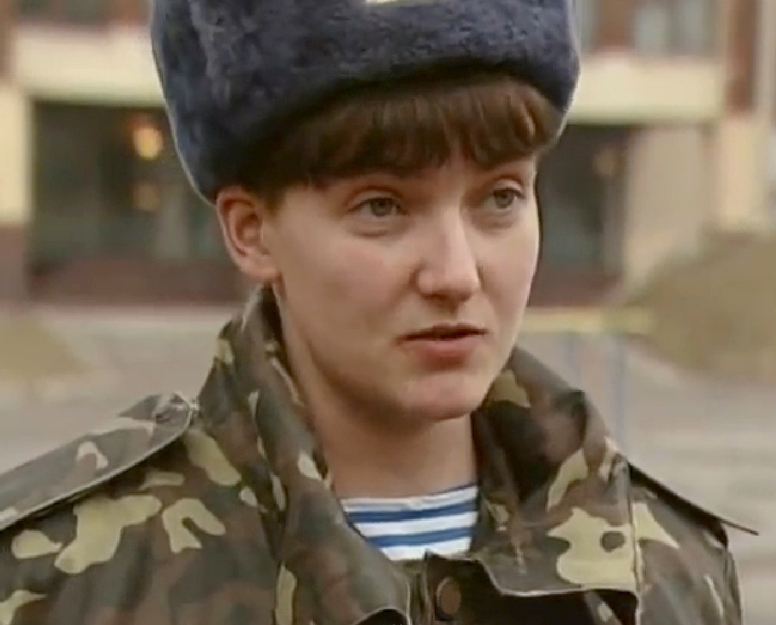
Nadja Savčenko, pilota ucraina e membra del battaglione Ajdar

Il ministero degli esteri russo ha chiesto ai governi di Svezia, Finlandia, Estonia, Lettonia, Lituania, e Francia di condurre un'indagine approfondita nei rapporti di mercenari dai loro paesi che servono nelle forze ucraine.
Il gruppo ultra-nazionalista Settore Destro ha il suo battaglione di volontari che si batte contro i secessionisti. Ha perso dodici combattenti in un'imboscata fuori Donec'k nel mese di agosto 2014. Il capopartito di Settore Destro Dmytro Jaroš ha promesso che il suo gruppo ne avrebbe vendicato la morte.

## Coinvolgimento russo
Dopo l'annessione della Crimea la Russia sarebbe intervenuta in diversi modi durante la guerra nella regione del Donbass. Rapporti e dichiarazioni del Dipartimento di Stato degli Stati Uniti d'America hanno accusato ripetutamente la Russia di aver orchestrato i disordini in aprile in tutta l'Ucraina orientale e meridionale.
La Russia ha negato queste relazioni. 
Mentre i disordini si intensificavano in una guerra aperta nelle oblast' di Donec'k e Luhans'k, la Russia forniva armi, veicoli blindati, carri armati e altre attrezzature alle forze di DPR e LPR
Un numero significativo di cittadini russi e militari hanno combattuto nella guerra come volontari, cosa che i leader della DPR e della LPR non hanno mai negato. 
Il reclutamento per i gruppi di insorti nel Donbass aveva luogo apertamente nelle città russe, con l'uso di strutture private e militari. 
I rapporti sul diretto coinvolgimento militare russo sono culminati il 25 agosto, quando il Servizio di sicurezza dell'Ucraina (SBU) ha annunciato di aver catturato un gruppo di paracadutisti russi in attività in territorio ucraino.
La SBU ha pubblicato le loro fotografie, e i loro nomi. Il giorno seguente, il Ministero della Difesa russo ha affermato che questi soldati avevano attraversato il confine accidentalmente. Igor Girkin, agente russo e capo militare dei separatisti, ammetterà in un'intervista che: "Se la nostra unità non avesse attraversato il confine, la situazione si sarebbe tranquillizzata".
Un nuovo fronte nella guerra è stato inaugurato il 27 agosto. Grandi quantità di attrezzature militari e truppe hanno attraversato il confine dalla Russia nel sud dell'oblast' di Donec'k, un'area precedentemente controllata dal governo ucraino. Funzionari occidentali descrivono questa nuova offensiva come un'"invasione furtiva" dalla Federazione Russa. Il portavoce del Dipartimento di Stato Jen Psaki ha detto che "queste incursioni indicano una controffensiva russa diretta probabilmente in corso", e il presidente ucraino Petro Porošenko ha detto "L'invasione delle forze russe ha avuto luogo". Il comandante della NATO generale di brigata Nico Tak ha detto il 28 agosto che ben oltre 1 000 soldati russi operavano nella zona del conflitto del Donbass. La settimana prima dell'invasione, la Russia aveva bombardato le unità ucraine da oltre confine, anche se casi di bombardamenti transfrontalieri dalla Russia erano stati segnalati da metà luglio. A quel tempo, il portavoce del governo russo aveva negato queste relazioni. Nell'agosto 2014, un sondaggio del Centro Levada ha riferito che solo il 13% di quei russi ottennero un sostegno diretto del governo russo in una guerra aperta con l'Ucraina.
A maggio 2015 un ufficiale russo è stato detenuto vicino a Donec'k mentre guidava un camion carico di munizioni; l'esercito russo non ha commentato; il maggiore è stato successivamente scambiato con soldati ucraini catturati.
Nel maggio 2015, due presunti agenti segreti russi del GRU sono stati arrestati dalle forze ucraine, mentre il Ministero della difesa russo ha detto che gli uomini erano ex soldati che non erano in servizio al momento della cattura. I due uomini furono in seguito scambiati per la pilota e politica ucraina catturata Nadija Savčenko.
Nel settembre 2015 le guardie di confine dell'Ucraina hanno arrestato 2 truppe interne russe quando hanno attraversato il confine nella regione ucraina di Luhansk, le forze russe hanno dichiarato di essersi perse e aver attraversato il confine per caso, mentre il ministero russo della Difesa ha accusato le forze ucraine di aver sconfinato fino al vicino villaggio russo e rapito i due militari.

### Aspetti economici del conflitto
Secondo i dati forniti alla stampa dal ministro delle finanze Natalie Jaresko, la difesa ucraina costa da 5 a 10 milioni di dollari al giorno.

Nel 2014, il PIL è sceso del 7% e l'inflazione è salita a tassi di crescita a due cifre, la moneta nazionale (la hryvnja) ha perso più di due terzi del suo valore sul dollaro, le riserve statali di valuta estera si sono ridotte a un livello così basso da poter coprire solo cinque settimane di importazioni all'incirca, i credit default swap stimano la probabilità di default per i titoli di debito pubblico ucraini.

## Reazioni
Molti osservatori hanno chiesto sia al governo ucraino sia agli insorti di cercare la pace e di allentare le tensioni a Donec'k ed a Luhans'k.
- Bielorussia - Il presidente Aljaksandr Lukašėnka dall'inizio del conflitto ha incoraggiato colloqui di pace. Il 5 settembre 2014 ha ospitato l'accordo di Minsk. Il giorno prima ha firmato un decreto per ristabilire una zona di controllo delle frontiere tra la Bielorussia e la Russia al fine di "prevenire l'immigrazione clandestina e il trasporto di stupefacenti e di altre merci illegali".
- Rep. Ceca - Il presidente ceco Miloš Zeman ha detto il 5 settembre che la situazione nel Donbass potrebbe "trasformarsi in un'invasione russa, ma in questa fase, si tratta di una guerra civile tra i due gruppi di abitanti ucraini". Le sue parole erano in disaccordo con le dichiarazioni del Primo Ministro Bohuslav Sobotka e del Ministro della Difesa Martin Stropnický, che confermò la presenza di almeno 5 000 truppe russe in Ucraina. Il primo ministro Sobotka ha anche detto: "Suppongo che l'Europa non dovrebbe danneggiare sé stessa con queste sanzioni,[...] considero l'aumento delle sanzioni un business molto rischioso".
- Unione europea - L'UE ha iniziato a imporre sanzioni alla Russia nel marzo 2014, dopo l'annessione della Crimea, con gli elenchi delle persone ed entità sanzionate ampliati più volte in concomitanza con l'escalation nel Donbass. In seguito alle presunte incursioni delle Forze armate russe nel territorio dell'Ucraina alla fine di agosto, i leader europei hanno condannato l'azione in un vertice a Bruxelles e hanno annunciato un nuovo giro di sanzioni.
- Francia - La Francia è stata criticata al momento dell'annessione della Crimea per aver continuato a preparare due navi d'assalto Mistral per la consegna alla Russia. La prima doveva essere consegnata nel mese di ottobre 2014. La Francia alla fine ha deciso di posizionare la consegna in attesa nel mese di settembre, a seguito dell'escalation militare nel Donbass.
- Germania - Ad un vertice UE a fine agosto 2014, la cancelliera Angela Merkel ha avvertito che il presidente russo Vladimir Putin si stava muovendo verso una escalation militare che avrebbe potuto minacciare la Lettonia e l'Estonia. Il suo atteggiamento venne segnalato per riflettere le conclusioni tratte da lunghe conversazioni con Putin nei nove mesi precedenti, insieme con la prova di malafede da parte di Putin.Newport, 5 settembre 2014

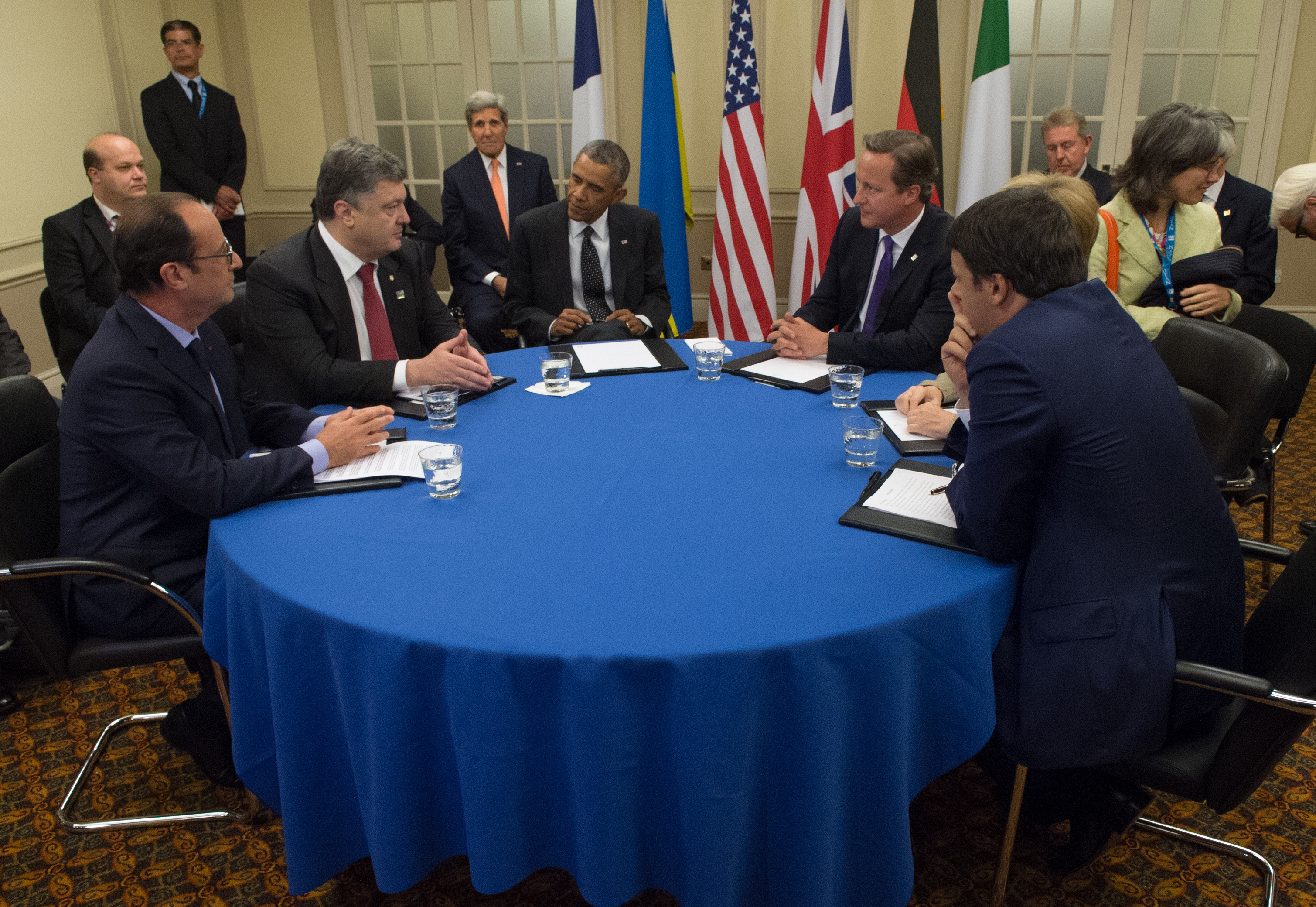
Newport, 5 settembre 2014

- NATO - La NATO ha pubblicato una dichiarazione sulla guerra in Donbass e la crisi di Crimea nel mese di agosto 2014. Ha tentato di sfatare le accuse del governo russo contro il governo ucraino, e anche altre dichiarazioni fatte dalla Russia per giustificare la sua presenza in Ucraina. Secondo la dichiarazione, la Russia ha tentato di "distogliere l'attenzione dalle sue azioni" e "livellato una serie di accuse contro la NATO che si basano su travisamenti dei fatti". Ha anche detto che la Russia "ha fatto attacchi senza fondamento sulla legittimità delle autorità ucraine e ha usato la forza per conquistare parte del territorio dell'Ucraina". In risposta all'ingresso non autorizzato del convoglio umanitario russo il 22 agosto, il Segretario generale della NATO Anders Fogh Rasmussen ha dichiarato che questo incidente potrebbe "solo approfondire la crisi nella regione, che la Russia stessa ha creato e ha continuato ad alimentare. L'inosservanza dei principi umanitari internazionali solleva ulteriori interrogativi sul fatto che il vero scopo del convoglio di aiuti è sostenere i civili o di fornire secessionisti armati ". Verso la fine del mese di agosto, i generali della NATO si sono incontrati e hanno rivisto la loro valutazione della situazione militare nel Donbass. Hanno detto che, dal punto di vista del governo ucraino, la guerra è già persa. È stato anticipato che nel tardo agosto un'offensiva nel sud dell'oblast' di Donec'k avrebbe potuto essere utilizzata per creare un corridoio di terra russa verso la Crimea, consolidando l'annessione illegale della penisola.
- Russia - Il ministero degli Esteri russo ha accusato le autorità ucraine di incolpare il governo russo per tutti i suoi problemi e ha dichiarato che "il popolo ucraino vuole ottenere una risposta chiara da Kiev a tutte le loro domande. È tempo di ascoltare queste rivendicazioni legali." Ha inoltre dichiarato che stava "osservando con attenzione" gli eventi a est e a sud dell'Ucraina, e ancora invoca "una vera riforma costituzionale" che trasformerebbe l'Ucraina in una federazione. In un'opinione del 7 aprile nel Guardian, il ministro degli Esteri russo Sergej Lavrov ha scritto che erano l'Europa e gli Stati Uniti, e non la Russia, colpevoli di destabilizzare l'Ucraina e che "la Russia sta facendo tutto il possibile per promuovere la stabilizzazione precoce in Ucraina". Il ministero degli Esteri russo ha emesso una condanna severa verso Kiev per l'aggressione armata contro Done'ck: "le autorità di Kiev, che si sono auto-proclamate a seguito di un colpo di Stato, hanno avviato la repressione militare violenta delle proteste, chiedendo che gli scagnozzi del Maidan, che hanno rovesciato il presidente legittimo, fermino immediatamente la guerra contro il loro stesso popolo, per adempiere tutti gli obblighi derivanti dall'accordo del 21 febbraio ". Il presidente russo Vladimir Putin ha paragonato l'assedio delle città, controllate della DPR e della LPR, di Done'ck e di Luhans'k all'assedio di Leningrado durante la seconda guerra mondiale: "Purtroppo, mi ricorda la seconda guerra mondiale, quando le forze fasciste tedesche circondarono le nostre città, come Leningrado, e bombardarono i centri abitati e i loro residenti".
- Regno Unito - In un comunicato di una riunione del Consiglio di sicurezza delle Nazioni Unite il 6 agosto, il rappresentante permanente del Regno Unito presso le Nazioni Unite Sir Mark Lyall Grant ha detto: "La verità della questione è che non si tratta di un'insurrezione nata nel Donbass, ma di una rivolta fabbricata a Mosca. Essa è guidata dai russi, utilizzando armi fornite dai russi, in uno sforzo deliberato per destabilizzare l'Ucraina e di esercitare il controllo su Kiev". Sir Grant ha fatto un'altra dichiarazione al Consiglio di sicurezza il 28 agosto, in cui diceva che "100 carri armati, 80 corazzati da trasporto truppa, 100 sistemi di difesa aerea trasportabile, 100 armi anticarro e più di 100 pezzi di artiglieria" sono stati ceduti agli insorti del Donbass direttamente dalla Russia.
- Nazioni Unite - Un comunicato stampa emesso a nome dell'ex segretario generale Ban Ki-moon ha sottolineato l'importanza del "dialogo orientato ai risultati e costruttivo tra tutte le parti interessate", e dell'adesione ai termini della Dichiarazione di Ginevra sull'Ucraina. Il comunicato descrive la situazione in Ucraina come "estremamente volubile".
- Stati Uniti - Il segretario di Stato USA John Kerry ha detto il 7 aprile 2014, che gli eventi "non sembrano essere spontanei" e ha invitato la Russia a "sconfessare pubblicamente le attività dei secessionisti, sabotatori e provocatori" in una telefonata al suo omologo russo Sergej Lavrov. Una portavoce del Consiglio di Sicurezza nazionale degli Stati Uniti ha rilevato che i secessionisti sembravano essere sostenuti dalla Russia. "Abbiamo visto simili cosiddette attività di protesta in Crimea, prima dell'annessione presunta della Russia", ha detto in una dichiarazione, aggiungendo: "Chiediamo al presidente (Vladimir) Putin e al suo governo di cessare tutti gli sforzi per destabilizzare l'Ucraina, e li avvertiamo contro ulteriori interventi militari ". Il governo degli Stati Uniti sta inviando consiglieri militari in Ucraina per aiutare il governo ucraino nella sua lotta contro gli insorti. Nel mese di aprile, il Dipartimento della Difesa degli Stati Uniti ha spedito un pacchetto di 7 milioni di dollari USA in equipaggiamenti militari non-letali alle forze ucraine, che sarà seguito da un altro pacchetto di 8 milioni di dollari compresi vettori blindati, merci e veicoli di pattuglia, binocoli, visori notturni e piccole motovedette. Questo aiuto contribuisce a formare le forze ucraine. L'ambasciatore americano in Ucraina Geoffrey R. Pyatt ha caratterizzato gli insorti filo-russi come "terroristi".

### Classificazione del conflitto

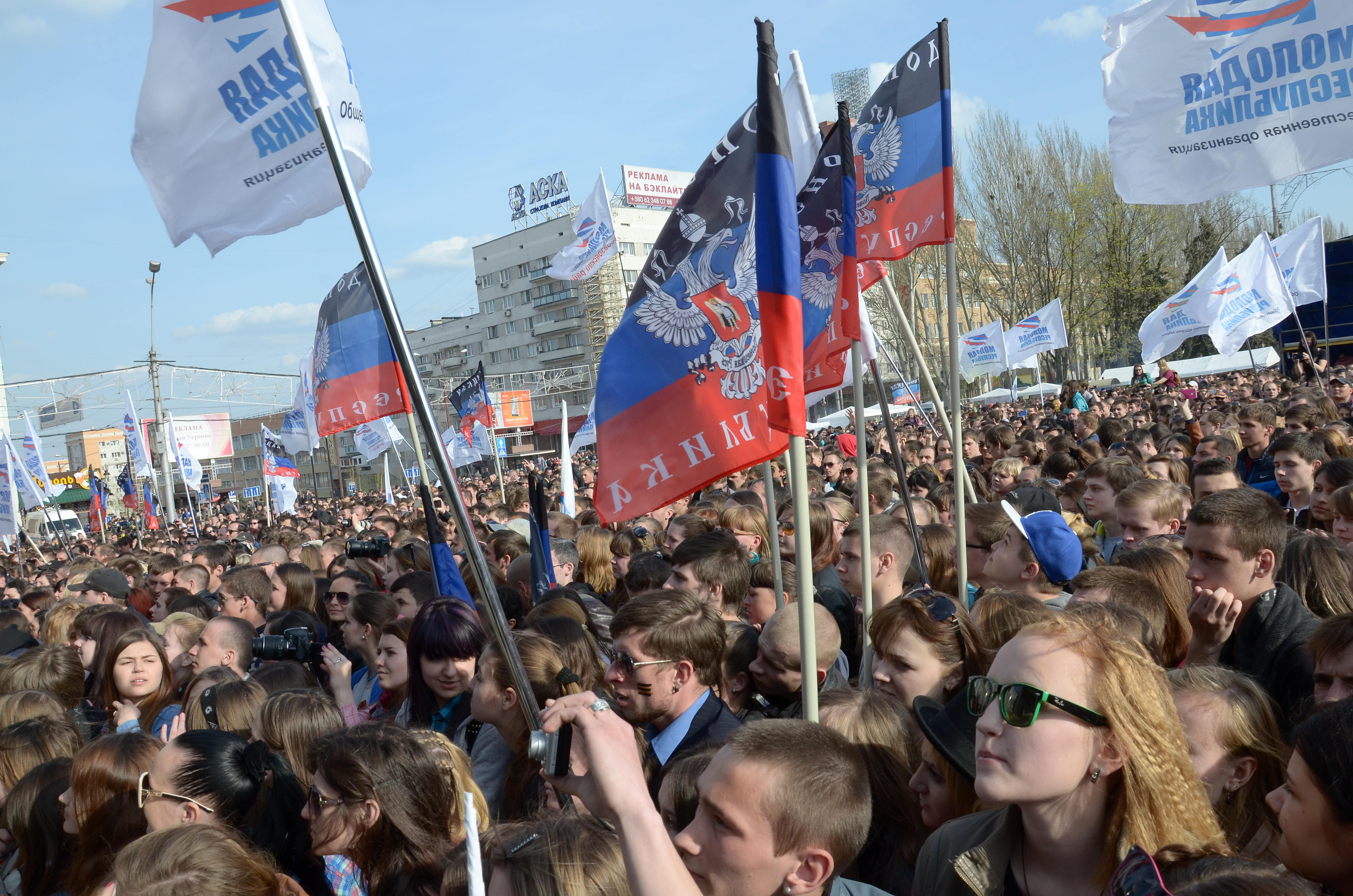
Donec'k, 24 aprile 2015

Il Comitato Internazionale della Croce Rossa, l'arbitro del diritto internazionale umanitario per le Nazioni Unite, ha descritto gli eventi nella regione del Donbass come un "conflitto armato non internazionale". Alcune agenzie di stampa, come ad esempio il Telegraph, l'Agenzia d'Informazione della Russia e Reuters, hanno interpretato questa dichiarazione come dire che l'Ucraina era in uno stato di "guerra civile". Dai primi di settembre, Amnesty International ha detto che considerava la guerra come "internazionale", al contrario di "non-internazionale". Il Segretario generale di Amnesty International Salil Shetty ha detto che "le immagini satellitari, insieme con le relazioni di soldati russi catturati all'interno dell'Ucraina e testimonianze di soldati russi e veicoli militari che passano attraverso il confine non lasciano alcun dubbio che questo è ora un conflitto armato internazionale".
Il Presidente della Verchovna Rada ed ex presidente ad interim ucraino Oleksandr Turčynov considera il conflitto una guerra diretta con la Russia. Secondo l'ex presidente ucraino Petro Porošenko, la guerra sarà conosciuta nella storia dell'Ucraina come la "guerra patriottica".